# Список эпизодов телесериала «C.S.I.: Место преступления»
Список эпизодов американского телесериала «C.S.I.: Место преступления», премьера которого состоялась 6 октября 2000 года на канале CBS. После успеха телешоу были выпущены три спин-оффа. Ими стали ныне закрытые «C.S.I.: Место преступления Майами» (2002—2012) и «C.S.I.: Место преступления Нью-Йорк» (2004—2013), а также «C.S.I.: Вегас» (2021—наст.). В дополнение к этому были выпущены ряд комиксов, видеоигр и новелл, основанных на вселенной CSI. На 2014 год вышло в эфир более семисот эпизодов франшизы CSI.
Сериал не имеет единого сюжета, но в каждом сезоне есть сквозные сюжетные линии, обычно связанные с расследованием серийных убийств. Также делается акцент на личные проблемы и сложности сотрудников — семейные проблемы, психологические травмы, отношения с коллегами по работе и родственниками. В сериале особенно широко затрагивается множество сложных социальных и личных проблем, необычные человеческие увлечения и привычки, часто не поддающиеся однозначному определению и оценке. В каждом отдельном эпизоде рассказывается о расследовании одного-трёх преступлений, совершённых в Лас-Вегасе или его окрестностях, иногда — в других городах штата Невада.

## Обзор сезонов
| Сезон | Сезон | Эпизоды | Оригинальная дата показа | Оригинальная дата показа |
| Сезон | Сезон | Эпизоды | Премьера сезона          | Финал сезона             |
| ----- | ----- | ------- | ------------------------ | ------------------------ |
|       | 1     | 23      | 6 октября 2000           | 17 мая 2001              |
|       | 2     | 23      | 27 сентября 2001         | 16 мая 2002              |
|       | 3     | 23      | 26 сентября 2002         | 15 мая 2003              |
|       | 4     | 23      | 25 сентября 2003         | 20 мая 2004              |
|       | 5     | 25      | 23 сентября 2004         | 19 мая 2005              |
|       | 6     | 24      | 22 сентября 2005         | 18 мая 2006              |
|       | 7     | 24      | 21 сентября 2006         | 17 мая 2007              |
|       | 8     | 17      | 27 сентября 2007         | 15 мая 2008              |
|       | 9     | 24      | 9 октября 2008           | 14 мая 2009              |
|       | 10    | 23      | 24 сентября 2009         | 20 мая 2010              |
|       | 11    | 22      | 23 сентября 2010         | 12 мая 2011              |
|       | 12    | 22      | 21 сентября 2011         | 9 мая 2012               |
|       | 13    | 22      | 26 сентября 2012         | 15 мая 2013              |
|       | 14    | 22      | 25 сентября 2013         | 7 мая 2014               |
|       | 15    | 18      | 28 сентября 2014         | 15 февраля 2015          |
|       | Финал | 2       | 27 сентября 2015         | 27 сентября 2015         |

## Список серий

### Сезон 1 (2000—2001)
| № общий | № в сезоне | Название                                             | Режиссёр      | Автор сценария                                                                    | Дата премьеры   | Зрители в США (млн) |
| --- | ---------- | ---------------------------------------------------- | ------------- | --------------------------------------------------------------------------------- | --------------- | ------------------- |
| 1 | 1          | «Pilot» «Пилот»                                      | Дэнни Кэннон  | Энтони Зуикер                                                                     | 6 октября 2000  | 17.30               |
| На работу в криминалистическую лабораторию Лас-Вегаса поступает новичок — Холли Гриббс. Криминалист Гил Гриссом расследует дело об убийстве мужчины, которое было замаскировано под самоубийство. Ник Стоукс расследует дело об ограблении, в котором подозревается проститутка Кристи Хопкинс. Уоррик Браун и Кэтрин Уиллоус расследуют убийство бездомного мужчины. |            |                                                      |               |                                                                                   |                 |                     |
| 2 | 2          | «Cool Change» «Крутая перемена»                      | Майкл Уоткинс | Энтони Зуикер                                                                     | 13 октября 2000 | 15.80               |
| Гриссом расследует дело о мужчине, который ночью выиграл большую сумму денег в казино, а утром был найден мёртвым. Джим Брасс уходит с поста главы криминальной лаборатории, и становится начальником убойного отдела. Гил Гриссом становится главой лаборатории. Уоррик винит себя в халатности, приведшей к убийству Холли Гриббс. Из Сан-Франциско для проведения внутреннего расследования приезжает криминалист Сара Сайдл.                                                               |            |                                                      |               |                                                                                   |                 |                     |
| 3 | 3          | «Crate 'n Burial» «Похороненная в ящике»             | Дэнни Кэннон  | Энн Донахью                                                                       | 20 октября 2000 | 14.20               |
| Гриссом, Ник и Сара Сайдл берутся за дело о похищении жены миллионера, в то время как Уорик и Кэтрин расследуют дело о наезде автомобиля на девочку. |            |                                                      |               |                                                                                   |                 |                     |
| 4 | 4          | «Pledging Mr. Johnson» «Обязательный мистер Джонсон» | Ричард Левис  | Джош Берман, Энтони Зуикер                                                        | 27 октября 2000 | 14.90               |
| В озере найдена отделённая от тела нога. В это время приём новых членов в Братство колледжа омрачается неприятной ситуацией. |            |                                                      |               |                                                                                   |                 |                     |
| 5 | 5          | «Friends & Lovers» «Друзья и любовники»              | Лу Антонио    | Эндрю Липшиц                                                                      | 3 ноября 2000   | 15.16               |
| Молодой человек найден голым и мёртвым в пустыне. Грисон и Уоррик берутся за это расследование. Тем временем Ник и Кэтрин пытаются определить, как учительница одного из местных колледжей могла забить до смерти декана, а Сара выяснить почему тело, по всем признакам захороненное, оказалось на свалке. |            |                                                      |               |                                                                                   |                 |                     |
| 6 | 6          | «Who Are You?» «Кто ты?»                             | Дэнни Кэннон  | Кэрол Мендельсон, Джош Берман                                                     | 10 ноября 2000  | 15.00               |
| Протокол расследования нарушен, когда Кэтрин берётся за дело, в котором подозреваемым в насилии является её бывший муж. Гил и Ник выясняют личность скелета, обнаруженного в фундаменте одного дома при ремонте труб, для чего вызывают лучшего специалиста на материке по восстановлению лиц. Уоррику и Саре досталось самое трудное — доказать или опровергнуть утверждение о том, что водитель покончил с собой при захвате патрульным, когда на первый взгляд все улики против последнего. |            |                                                      |               |                                                                                   |                 |                     |
| 7 | 7          | «Blood Drops» «Капли крови»                          | Кеннет Финк   | История: Тиш МакКарти Телесценарий: Энн Донахью                                   | 17 ноября 2000  | 15.74               |
| Вся ночная смена CSI расследует преступление в доме, где вся семья, кроме двух дочерей, была убита без очевидного повода. |            |                                                      |               |                                                                                   |                 |                     |
| 8 | 8          | «Anonymous» «Аноним»                                 | Дэнни Кэннон  | Эли Тарбет, Энтони Зуикер                                                         | 24 ноября 2000  | 13.20               |
| Гриссом, Кэтрин и Сара исследуют очевидное самоубийство, но сразу понимают, что смерть была не только организована, но почти идентична делу, который Гриссом изучал за несколько месяцев до этого (в эпизоде 1.01). Дело принимает неожиданный поворот, когда на месте преступления найден отпечаток пальца Гриссома. Уоррик и Ник, тем временем, изучают автомобильную катастрофу, и у каждого есть своя версия произошедшего.                                                                |            |                                                      |               |                                                                                   |                 |                     |
| 9 | 9          | «Unfriendly Skies» «Враждебные небеса»               | Майкл Шапиро  | История: Эндрю Липшиц Телесценарий: Эндрю Липшиц, Кэрол Мендельсон, Энтони Зуикер | 8 декабря 2000  | 15.65               |
| Вся команда криминалистов расследует смерть пассажира на борту коммерческого авиалайнера. Гриссом, Сара и Ник исследуют салон самолёта, Кэтрин и Уоррик допрашивают пассажиров. Однако вскоре становится ясно, что показания пассажиров не сходятся с уликами на месте преступления. К тому же, вскрытие трупа показывает, что у погибшего было серьёзное заболевание. Кто, или что, убило его?                                                                                                |            |                                                      |               |                                                                                   |                 |                     |
| 10 | 10         | «Sex, Lies and Larvae» «Секс, ложь и личинки»        | Томас Райт    | Джош Берман, Энн Донахью                                                          | 22 декабря 2000 | 14.88               |
| Сара и Гриссом расследуют смерть женщины, Кэй Шелтон, найденной в горах. Чтобы установить время смерти, Гриссом изучает насекомых, которыми был облеплен труп женщины. Кэтрин и Уоррик расследуют похищение картины. Ник в одиночку ищет пропавшую женщину. |            |                                                      |               |                                                                                   |                 |                     |
| 11 | 11         | «I-15 Murders» «Убийства на автостраде I-15»         | Оз Скотт      | Кэрол Мендельсон                                                                  | 12 января 2001  | 17.49               |
| Гриссом и Кэтрин расследуют дело о пропаже женщины из супермаркета. Выясняется, что здесь действует серийный убийца. Сара и Уорик занимаются делом об убийстве при ограблении. Ник Стокс снова встречается со знакомой, влипшей в очередные неприятности. |            |                                                      |               |                                                                                   |                 |                     |
| 12 | 12         | «Fahrenheit 932» «932 градуса по Фаренгейту»         | Дэнни Кэннон  | Жаклин Замбрано                                                                   | 1 февраля 2001  | 21.26               |
| Гриссом получает по почте видео от заключённого Франка Дэймона. Фрэнк осуждается за поджог дома, в результате которого погибли его жена и сын, но сам Дэймон утверждает, что он невиновен и просит, чтобы Гриссом помог ему. Гриссом соглашается повторно расследовать дело, несмотря на недовольство Экли, который и проводил расследование. Ник и Кэтрин, тем временем, работают над делом застреленного в автомобиле молодого человека.                                                     |            |                                                      |               |                                                                                   |                 |                     |
| 13 | 13         | «Boom» «Взрыв»                                       | Кеннет Финк   | Джош Берман, Энн Донахью, Кэрол Мендельсон                                        | 8 февраля 2001  | 21.45               |
| В холле офисного здания взрывается бомба. Несколько человек ранены, охранник убит. Подозрение падает на второго охранника, любителя-бомбодела. В то же самое время Ник Стокс, пребывая в отпуске снова сталкивается со знакомой. А потом его начинают подозревать в её убийстве. |            |                                                      |               |                                                                                   |                 |                     |
| 14 | 14         | «To Halve and to Hold» «Уменьшить и сохранить»       | Лу Антонио    | Эндрю Липшиц, Энн Донахью                                                         | 15 февраля 2001 | 21.95               |
| Обнаруживаются разбросанные кости человека на горе Чарльзтон. Собирать кости и выяснять их принадлежность берутся Гриссом, Кэтрин Уиллоус и Ник Стокс. Уоррик Браун и Сара Сайдл расследуют дело об убийстве стриптизёра в отеле. |            |                                                      |               |                                                                                   |                 |                     |
| 15 | 15         | «Table Stakes» «Сходство улик»                       | Дэнни Кэннон  | История: Элизабет Дивайн Телесценарий: Кэрол Мендельсон, Энтони Зуикер            | 22 февраля 2001 | 20.88               |
| На благотворительной вечеринке с присутствием высокопоставленных лиц обнаруживается труп женщины в бассейне. За дело берётся Гриссом с командой. Уоррик в одиночку пытается расследовать убийство мужчины. |            |                                                      |               |                                                                                   |                 |                     |
| 16 | 16         | «Too Tough to Die» «Слишком тяжело умереть»          | Ричард Левис  | Элизабет Дивайн                                                                   | 1 марта 2001    | 23.72               |
| Неизвестную женщину похищают и оставляют умирать на дороге с двумя пулями, засевшими в её голове. Женщина находится в коме, а за дело берутся Гриссом, Сара и Ник. Кэтрин и Уоррик пытаются разобраться в запутанном деле, где сосед застрелил соседа. Показания жены обвиняемого и раны на теле убитого противоречат друг другу. |            |                                                      |               |                                                                                   |                 |                     |
| 17 | 17         | «Face Lift» «Раздвоение личности»                    | Лу Антонио    | Джош Берман                                                                       | 8 марта 2001    | 23.00               |
| Обнаруживается труп мужчины в магазине, а рядом вскрытый сейф. Здесь же, в магазине, Гриссом находит отпечаток пальца женщины, похищенной 20 лет назад ещё девочкой и которую до сих пор считали погибшей. Насколько связаны эти два дела, предстоит выяснить. Уоррик и Сара занимаются делом сгоревшей женщины. Им предстоит выяснить, было ли это самопроизвольным возгоранием или же чем-то другим.                                                                                         |            |                                                      |               |                                                                                   |                 |                     |
| 18 | 18         | «$35K O.B.O.» «Убийство ценой 35000 долларов»        | Рой Вагнер    | Эли Тарбет                                                                        | 29 марта 2001   | 21.57               |
| Пару, отметившую 8 лет совместной жизни, убивают ножом на стоянке. При изучении места преступления внезапно начинается дождь, большинство улик портится или исчезает. Чуть позже в угнанной машине жертв обнаруживается ещё один труп. Почти вся группа Гриссома с ним во главе пытается разгадать загадку. Кэтрин Уиллоус в это время выясняет причины обрушения старого дома, повлекшего смерть трёх старушек.                                                                               |            |                                                      |               |                                                                                   |                 |                     |
| 19 | 19         | «Gentle, Gentle» «Осторожнее, осторожнее»            | Дэнни Кэннон  | Энн Донахью                                                                       | 12 апреля 2001  | 23.24               |
| Когда похищен ребёнок из богатой семьи, расследование вскрывает несколько несоответствий в показаниях, данных родителями и членами семьи. Становится ясно, что здесь нечто большее, чем просто похищение. |            |                                                      |               |                                                                                   |                 |                     |
| 20 | 20         | «Sounds of Silence» «Звук тишины»                    | Питер Макли   | Джош Берман, Эндрю Липшиц                                                         | 19 апреля 2001  | 23.50               |
| Гриссом, Уоррик и Сара занимаются расследованием смерти молодого человека, сбитого машиной. Молодой человек, ко всему прочему, оказался глухим. Кэтрин и Ник занимаются расследованием группового убийства в ресторане. Дело осложняется тем, что один из убитых — криминальный авторитет. |            |                                                      |               |                                                                                   |                 |                     |
| 21 | 21         | «Justice is Served» «Справедливость восстановлена»   | Томас Райт    | Джерри Сталь                                                                      | 26 апреля 2001  | 22.33               |
| Гриссом, Уоррик и Ник занимаются делом погибшего бегуна в парке, которого сначала загрызли, а потом вырезали печень и другие внутренние органы. Сара и Кэтрин берут на себя дело утонувшей в парке развлечений девочки. |            |                                                      |               |                                                                                   |                 |                     |
| 22 | 22         | «Evaluation Day» «День тестирования»                 | Кеннет Финк   | Энтони Зуикер                                                                     | 10 мая 2001     | 18.90               |
| Полицейские останавливают на дороге автомобиль с двумя полуголыми девицами. В багажнике автомобиля отрубленная голова мужчины. Делом занимаются Гриссом и Кэтрин. Ник и Сара расследуют дело о большом расчленённом теле, найденном в пустыне. Уоррик Браун самостоятельно берёт на себя убийство в подростковой колонии, где встречает старого знакомого (Джимми из 1.03, что жил с дедом) |            |                                                      |               |                                                                                   |                 |                     |
| 23 | 23         | «Strip Strangler» «Удушитель»                        | Дэнни Кэннон  | Энн Донахью                                                                       | 17 мая 2001     | 18.98               |
| Команде CSI под руководством Гила Гриссома придётся столкнуться с маньяком. Дело осложняется вмешательством ФБР и отстранением Гриссома не только от дела. |            |                                                      |               |                                                                                   |                 |                     |

### Сезон 2 (2001—2002)
| № общий | № в сезоне | Название                                         | Режиссёр       | Автор сценария                                                   | Дата премьеры    | Зрители в США (млн) |
| --- | ---------- | ------------------------------------------------ | -------------- | ---------------------------------------------------------------- | ---------------- | ------------------- |
| 24 | 1          | «Burked» «Неувязка»                              | Дэнни Кэннон   | Кэрол Мендельсон, Энтони Зуикер                                  | 27 сентября 2001 | 22.30               |
| В своём доме обнаруживается Тони Браун, погибший от передозировки наркотиков. Однако Гриссом и Сара весьма быстро обнаруживают, что не столько передозировка была виновата, сколько удушение. Раскручивая ниточку, команда CSI понемногу выходит на настоящих преступников и выясняет настоящую причину убийства. |            |                                                  |                |                                                                  |                  |                     |
| 25 | 2          | «Chaos Theory» «Теория хаоса»                    | Кеннет Финк    | Джош Берман, Эли Талберт                                         | 4 октября 2001   | 19.70               |
| Пейдж Райкофф, студентка, собралась съехать из студенческого общежития, вызвала такси и… так к нему не вышла. В общежитии её тоже не нашли. Команде CSI предстоит разобраться, что это — похищение, убийство или просто несчастный случай. |            |                                                  |                |                                                                  |                  |                     |
| 26 | 3          | «Overload» «Перегрузка»                          | Ричард Левис   | Джош Берман                                                      | 11 октября 2001  | 22.70               |
| Гриссом, Уоррик и Сара расследуют дело об упавшем с верхнего этажа строящейся новой тюрьмы рабочего. Кэтрин и Ник берут на себя дело о четырнадцатилетнем пареньке, страдающем эпилепсией, умершим в доме психиатра. |            |                                                  |                |                                                                  |                  |                     |
| 27 | 4          | «Bully for You» «Хулиган»                        | Томас Райт     | Энн Донахью                                                      | 18 октября 2001  | 23.00               |
| В школе убит старшеклассник. Гриссом, Кэтрин и Уоррик выясняют, что в мужском туалете, где и было совершено убийство, присутствует запах женских духов. Ник и Сара в это время занимаются весьма вонючей находкой, названной «жидким человеком». |            |                                                  |                |                                                                  |                  |                     |
| 28 | 5          | «Scuba Doobie-Doo» «Скуба Дуби-Ду»               | Джеффри Левис  | Эндрю Липшиц, Элизабет Дивайн                                    | 25 октября 2001  | 24.70               |
| Молодая пара решила снять комнату, но когда они вошли в неё, обнаружили, что она вся забрызгана кровью. Гриссом, Уоррик и Сара начинают заниматься этим делом. Они быстро находят человека, чьей кровью забрызгана комната и, кажется, что дело можно закрывать, однако Гриссом не успокаивается, особенно когда находит жука, питающегося человеческим мясом. Ник и Кэтрин в это время занимаются трупом аквалангиста, обнаруженного при пожаре, висящего на дереве. В названии отсылка к Скуби-Ду.                                               |            |                                                  |                |                                                                  |                  |                     |
| 29 | 6          | «Alter Boys» «Другие парни»                      | Дэнни Кэннон   | Энн Донахью                                                      | 1 ноября 2001    | 23.20               |
| Полицейский обнаруживает человека, пытающегося закопать труп. Ни на какие вопросы задержанный не отвечает, но это не останавливает криминалистов. Все улики показывают на подозреваемого, но Гриссом, после беседы со священником, не уверен в том, что задержанный и есть убийца. Однако молчание подозреваемого и хорошее скрытие улик его брата, недавно вышедшего из тюрьмы, делает невозможным доказательство непричастности подозреваемого именно к убийству. Кэтрин и Уоррик в это время расследуют дело найденной в сауне мёртвой девушки. |            |                                                  |                |                                                                  |                  |                     |
| 30 | 7          | «Caged» «В ловушке»                              | Ричард Левис   | Кэрол Мендельсон, Элизабет Дивайн                                | 8 ноября 2001    | 25.10               |
| Женщина найдена мёртвой в запертой комнате. Другая женщина погибла в автомобиле, попавшем под поезд. |            |                                                  |                |                                                                  |                  |                     |
| 31 | 8          | «Slaves of Las Vegas» «Рабы Лас Вегаса»          | Питер Макли    | Джерри Сталь                                                     | 15 ноября 2001   | 25.10               |
| В песочнице найдена мёртвая женщина. Расследование выводит криминалистов в дом мадам Хизер, которая предоставляет своим клиентам весьма специфические услуги. Сара и Уоррик в это время расследуют вооружённое ограбление. |            |                                                  |                |                                                                  |                  |                     |
| 32 | 9          | «And Then There Were None» «И никого не стало»   | Джон Паттерсон | История: Джош Берман Телесценарий: Кэрол Мэндельсон, Эли Талберт | 22 ноября 2001   | 22.80               |
| Гриссом и Кэтрин, занимаясь двумя, на первый взгляд, разными делами, весьма быстро объединяют усилия, чтобы найти старую знакомую — Темми Фэлтон. |            |                                                  |                |                                                                  |                  |                     |
| 33 | 10         | «Ellie» «Элли»                                   | Чарли Коррелл  | Энтони Зуикер                                                    | 6 декабря 2001   | 24.00               |
| Пока Гриссом и Кэтрин участвуют каждый на своём семинаре, Уоррик, Сара и Ник распутывают дело об убитом мошеннике возле казино. Неожиданно в дело впутывается дочь Джима Брасса — Элли. |            |                                                  |                |                                                                  |                  |                     |
| 34 | 11         | «Organ Grinder» «Донор»                          | Эллисон Лидди  | Энн Донахью, Элизабет Дивайн                                     | 13 декабря 2001  | 17.50               |
| В лифте найден мужчина без сознания. В госпитале он умирает, а его органы уходят на трансплантацию. Эта история заинтересовывает криминалистов, потому как они обнаруживают, что мужчину долгое время травили тяжёлыми металлами. |            |                                                  |                |                                                                  |                  |                     |
| 35 | 12         | «You've Got Male» «У тебя был мужчина»           | Чарли Коррелл  | Марк Дьюб, Корей Миллер                                          | 20 декабря 2001  | 23.70               |
| Гриссом, Сара и Уоррик расследуют двойное убийство найденных на дорожной строительной площадке двух женщин. Кэтрин и Ник в это время занимаются делом найденного в лесу в сезон охоты на оленей человека, убитого выстрелом в живот. |            |                                                  |                |                                                                  |                  |                     |
| 36 | 13         | «Identity Crisis» «Кризис личности»              | Кеннет Финк    | Энн Донахью, Энтони Зуикер                                       | 17 января 2002   | 24.10               |
| Команда Гриссома вновь сталкивается с серийным убийцей Полом Миландером. На этот раз Гриссом вплотную контактирует с преступником, выдающим себя за судью Мэйсона и примерного семьянина. В этом эпизоде раскрывается секрет Пола Миландера. |            |                                                  |                |                                                                  |                  |                     |
| 37 | 14         | «The Finger» «Палец»                             | Ричард Левис   | Кэрол Мендельсон, Дэнни Кэннон                                   | 31 января 2002   | 23.50               |
| Мужчина снимает со своего счёта миллион и попадает к криминалистам. Однако за недостаточностью улик и за неимением обвинения его приходится отпустить. Кэтрин стремится попасть на спектакль дочери, а в результате становится заложницей похитителя вместе с подозреваемым. |            |                                                  |                |                                                                  |                  |                     |
| 38 | 15         | «Burden of Proof» «Весомые улики»                | Кеннет Финк    | Энн Донахью                                                      | 7 февраля 2002   | 24.64               |
| Вся команда CSI расследует дело о внезапно появившемся на «ферме трупов» незарегистрированном мёртвом мужчине. Он умер от пулевого ранения, но доктор Роббинс и Гриссом не могут её найти. Вместо этого они нашли кусочки говядины в ране. Команда связывает эту смерть с поджогом дома убитого. |            |                                                  |                |                                                                  |                  |                     |
| 39 | 16         | «Primum Non Nocere» «Не навреди»                 | Дэнни Кэннон   | Эндрю Липшиц                                                     | 28 февраля 2002  | 28.74               |
| Гриссом, Сара и Кэтрин расследуют дело о смерти во время любительской игры в хоккей, а Уоррик и Ник занимаются делом мёртвого музыканта, умершего от передозировки наркотиков. |            |                                                  |                |                                                                  |                  |                     |
| 40 | 17         | «Felonious Monk» «Оступившийся монах»            | Кеннет Финк    | Джерри Сталь                                                     | 7 марта 2002     | 26.73               |
| Гриссом, Ник и Сара расследуют убийство четырёх буддийских монахов в буддийском храме. Первый подозреваемый — пятый монах. Кэтрин и Уоррик поднимают из архива дело многолетней давности об убийстве танцовщицы, подруги Кэтрин. Вёл то дело наставник Кэтрин. |            |                                                  |                |                                                                  |                  |                     |
| 41 | 18         | «Chasing The Bus» «Преследуя автобус»            | Ричард Левис   | Эли Талберт                                                      | 28 марта 2002    | 25.24               |
| Рейсовый автобус в Лас-Вегас внезапно сходит с шоссе, в результате чего несколько пассажиров погибают, а все остальные ранены. Команда Гриссома подозревает, что это не просто несчастный случай. |            |                                                  |                |                                                                  |                  |                     |
| 42 | 19         | «Stalker» «Сталкер»                              | Питер Маркли   | Энтони Зуикер, Дэнни Кэннон                                      | 4 апреля 2002    | 26.78               |
| Расследуя дело о мёртвой девушке, найденной в собственном богатом доме, криминалисты находят, что над ней кто-то установил тотальный контроль, кто-то следил за ней днём и ночью. Расследование вывело команду Гриссома к человеку, устанавливающему спутниковые антенны, и который предпочёл жить на чердаке. По записям, найденным в доме преступника, Гриссом и его команда вычисляют следующую жертву преступника. Это Ник Стокс. |            |                                                  |                |                                                                  |                  |                     |
| 43 | 20         | «Cats in the Cradle» «Кошки на окошке»           | Ричард Левис   | Крис Добкин                                                      | 25 апреля 2002   | 23.50               |
| В своём доме найдена убитой 80-летняя женщина, чей труп обгладывали несколько десятков кошек. Расследование этого дела берут на себя Гриссом, Кэтрин и Уоррик. В это время Ник и Сара, при помощи детектива Брасса расследуют взрыв автомобиля. Сначала кажется, что это покушение на хозяйку автомобиля… |            |                                                  |                |                                                                  |                  |                     |
| 44 | 21         | «Anatomy of a Lye» «Анатомия щёлочи»             | Кеннет Финк    | Джон Берман, Эндрю Липшиц                                        | 2 мая 2002       | 26.17               |
| В парке нашли труп мужчины, обсыпанного щёлочью. Этим делом начинают заниматься Гриссом и Сара. Нику же предстоит выяснить, каким образом посреди пустыни смогла утонуть женщина. |            |                                                  |                |                                                                  |                  |                     |
| 45 | 22         | «Cross Jurisdictions» «Совместное расследование» | Дэнни Кэннон   | Энн Донахью, Кэрол Мендельсон, Энтони Зуикер                     | 9 мая 2002       | 27.12               |
| Команда криминалистов начинает расследовать дело об убийстве после вечеринки бывшего шефа полиции. К тому же его жену и дочь, похоже, похитили. И следы ведут в Майами. Гриссом отправляет туда Кэтрин и Уоррика, где они знакомятся с местной командой криминалистов во главе с Горацио Кейном. Эпизод является пилотом к сериалу C.S.I.: Место преступления Майами. |            |                                                  |                |                                                                  |                  |                     |
| 46 | 23         | «The Hunger Artist» «Голодная модель»            | Ричард Левис   | Джерри Сталь                                                     | 16 мая 2002      | 27.00               |
| Тело женщины найдено в магазинной тележке под мостом в районе, где обитают бездомные. Её опознали как Эшли Джеймс, модель, лицо которой можно увидеть во всём Лас-Вегасе на рекламных щитах и обложках журналов. |            |                                                  |                |                                                                  |                  |                     |

### Сезон 3 (2002—2003)
| № общий | № в сезоне | Название                                                                          | Режиссёр                       | Автор сценария | Дата премьеры    | Зрители в США (млн) |
| --- | ---------- | --------------------------------------------------------------------------------- | ------------------------------ | --- | ---------------- | ------------------- |
| 47 | 1          | «Revenge is Best Served Cold» «Месть, это блюдо, которое лучше подавать холодным» | Дэнни Кэннон                   | Кэрол Мендельсон, Энтони Зуикер | 26 сентября 2002 | 30.47               |
| Гриссом, Сара и Уоррик занимаются расследованием смерти игрока в покер, умершего во время игры в казино. Кэтрин и Ник в это время пытаются выяснить обстоятельства смерти человека, найденного мёртвым на заброшенном аэродроме, оказавшегося впоследствии уличным гонщиком. |            |                                                                                   |                                | |                  |                     |
| 48 | 2          | «The Accused is Entitled» «Обвинение выдвинуто»                                   | Кеннет Финк                    | Энн Донахью, Элизабет Дивайн | 3 октября 2002   | 28.46               |
| Команда криминалистов под руководством Гриссома расследует дело об убитой китаянке. Подозреваемый — известный киноактёр, который нанимает дорогого адвоката и пытается дискредитировать работу криминалистов. |            |                                                                                   |                                | |                  |                     |
| 49 | 3          | «Let the Seller Beware» «Пусть продавец боится»                                   | Ричард Левис                   | Энтони Зуикер, Эндрю Липшиц | 10 октября 2002  | 29.90               |
| Владельцы дома, выставленного на продажу, найдены мёртвыми. Их тела были обнаружены двумя заинтересованными покупателями. Сара работает соло над смертью чирлидера в средней школе. |            |                                                                                   |                                | |                  |                     |
| 50 | 4          | «A Little Murder» «Маленькое убийство»                                            | Такер Гейтс                    | Нарен Шанкар, Энн Донахью | 17 октября 2002  | 30.81               |
| Гриссом, Сара и Ник расследуют дело повешенного в театре карлика. Им троим предстоит пообщаться с несколькими маленькими человечками, прибывшими в Лас-Вегас на слёт карликов. Сара и Уоррик расследуют проникновение в дом с убийством. На Кэтрин нападает преступник. |            |                                                                                   |                                | |                  |                     |
| 51 | 5          | «Abra-Cadaver» «Абракадабра»                                                      | Дэнни Кэннон                   | Энтони Зуикер, Дэнни Кэннон | 31 октября 2002  | 28.95               |
| Во время исполнения фокуса пропадает доброволец, вызвавшийся помочь в его исполнении. Гриссом, Сара, Уоррик и Джим Брасс выходят на похищенную несколько лет назад женщину, но вместо этого раскрывают более свежее преступление, совершённое тем же человеком. Кэтрин и Ник в это время расследуют смерть солиста популярной рок-группы. |            |                                                                                   |                                | |                  |                     |
| 52 | 6          | «The Execution of Catherine Willows» «Казнь Кэтрин Уиллоус»                       | Кеннет Финк                    | Кэрол Мендельсон, Элизабет Дивайн | 7 ноября 2002    | 27.86               |
| Пятнадцать лет назад Кэтрин помогла посадить Джона Мэтэрса в камеру смертников по обвинению в насилии и убийстве молодых студентов колледжа. В день исполнения приговора казнь внезапно прерывают, так как появились новые улики, которые необходимо проверить. |            |                                                                                   |                                | |                  |                     |
| 53 | 7          | «Fight Night» «Вечерний поединок»                                                 | Ричард Левис                   | Нарен Шанкар, Эндрю Липшиц | 14 ноября 2002   | 29.94               |
| На ринге гибнет чемпион по боксу в среднем весе. Команда расследует дело. Параллельно Ник занимается ограблением ювелирного магазина, а Кэтрин — смертью члена бандитской шайки. |            |                                                                                   |                                | |                  |                     |
| 54 | 8          | «Snuff» «Порно»                                                                   | Кеннет Финк                    | Энн Донахью, Боб Харрис | 21 ноября 2002   | 25.97               |
| При проявке плёнок с порно обнаружена одна, на которой записано явно подлинное убийство. Дело передают криминалистам. Гриссом занят в деле о трупе, обнаруженном в ящике для инструментов и почти уничтоженном колонией перелетных муравьёв. |            |                                                                                   |                                | |                  |                     |
| 55 | 9          | «Blood Lust» «Жажда крови»                                                        | Чарли Корелл                   | Кэрол Мендельсон, Джош Берман | 5 декабря 2002   | 29.74               |
| Таксист, зазевавшись, переезжает пешехода. Группа парней, ставших свидетелями, думает, что преступник пытается скрыться с места преступления, так что вытаскивает его из машины и избивает. Водитель находится в критическом состоянии. А при осмотре тела погибшего пешехода выясняется, что причиной смерти был вовсе не наехавший автомобиль. |            |                                                                                   |                                | |                  |                     |
| 56 | 10         | «High and Low» «Высоко и низко»                                                   | Ричард Левис                   | Нарен Шанкар, Эли Тарбет | 12 декабря 2002  | 25.89               |
| Двое друзей катаются на роликах по перилам, и неожиданно перед ними с неба падает мертвое тело. Уоррик и Ник приезжают на место первыми, удивляются, что успели раньше Гриссома. Ник говорит, что это очередной прыгун, документов при нём нет, и спрыгнул он очевидно с крыши шестого этажа. В этот момент Гриссом кричит им с крыши, что этот человек не прыгал — это убийство. |            |                                                                                   |                                | |                  |                     |
| 57 | 11         | «Recipe for Murder» «Рецепт убийства»                                             | Дж. Миллер Тобин, Ричард Левис | Энн Донахью, Энтони Зуикер | 9 января 2003    | 25.48               |
| К скотобойне подъезжает грузовик, привозит свежую партию мяса. Один из мужчин открывает ворота, идет по бойне и видит человеческую руку, застрявшую в мясорубке. Когда приезжают Брасс, Кэтрин и Гриссом, они осматривают бойню, и кто-то из стоящих там людей говорит, что последним тут работал Мэнни Солдано. Кэтрин и Гриссом смотрят на руку и приходят к выводу, что винт сломался из-за застрявшей в нём локтевой кости. |            |                                                                                   |                                | |                  |                     |
| 58 | 12         | «Got Murder?» «А было ли убийство?»                                               | Кеннет Финк                    | Сара Голдфингер | 16 января 2003   | 27.87               |
| Трое наблюдателей за сапсанами случайно обнаруживают ворона с человеческим глазом в клюве. Они вызывают полицию, и когда приезжают Гриссом и Кэтрин, Гриссом говорит, что кто-то потерял свою контактную линзу. Кэтрин прикидывает, что площадь их поисков может составлять до 280 квадратных миль. В лаборатории он снимает с глаза линзу и берёт на анализ жидкость, в то время как Кэтрин исследует воронье гнездо и вытаскивает игрушки, фольгу и проволоку. Единственное место, где мог быть труп — это городская свалка, и Кэтрин, Ник и Сара едут туда. |            |                                                                                   |                                | |                  |                     |
| 59 | 13         | «Random Acts of Violence» «Случайный всплеск насилия»                             | Дэнни Кэннон                   | Нарен Шанкар, Дэнни Кэннон | 30 января 2003   | 27.48               |
| Поздним вечером возле дома парень о чём-то говорит со своей подружкой. В это же время в доме спорят двое детей — мальчик играет в приставку, а его сестра хочет посмотреть телевизор. Отец загоняет обоих спать, и в этот момент дом обстреливают с улицы. Отец и сын падают на пол, и когда стрельба прекращается, поднимаются, отец идет в комнату девочки и находит её мертвой. |            |                                                                                   |                                | |                  |                     |
| 60 | 14         | «One Hit Wonder» «Один меткий выстрел»                                            | Феликс Энрикес Алкала          | Корей Миллер | 6 февраля 2003   | 25.60               |
| Услышав странный шорох в комнате, девушка просыпается, встает и обходит комнату, видит стакан с водой на столе и оборачивается. Полиция приезжает по звонку в 911 о незаконном вторжении. Брасс сообщает Кэтрин и Гриссому, что хозяйка 244 номера заперлась в комнате и не впускает мужчин. Её соседка заперла дверь, поэтому маньяк не смог к ней забраться. Гриссом находит на стекле отпечатки и говорит, что кто-то спугнул следившего за девушкой преступника. |            |                                                                                   |                                | |                  |                     |
| 61 | 15         | «Lady Heather's Box» «Шкатулка мадам Хизер»                                       | Ричард Левис                   | История: Джош Берман, Энн Донахью, Боб Харрис, Энтони Зуикер Телесценарий: Эндрю Липшиц, Кэрол Мендельсон, Нарен Шанкар, Эли Талберт | 13 февраля 2003  | 27.21               |
| На входе в ночной клуб охранник проверяет всех входящих металлоискателем. Внутри уже вовсю тусуются посетители, над полом клубится пена. Неожиданно одна из девушек натыкается на труп, лежащий на полу. Когда приезжает Гриссом, Брасс рассказывает ему о пенной вечеринке, и что тут на полу нашли труп Трея Бакмана его шее видна странная рана, будто бы проколотая ручкой или чем-то тонким и острым. |            |                                                                                   |                                | |                  |                     |
| 62 | 16         | «Lucky Strike» «Счастливый удар»                                                  | Кеннет Финк                    | Энтони Зуикер, Эли Талберт | 20 февраля 2003  | 27.95               |
| Полицейские машины и вертолёт преследуют автомобиль, управляемый по всей вероятности, пьяным водителем. Машина едет по дороге, сталкивается со стоящими машинами, а потом останавливается у бензоколонки. Полицейский требует заглушить мотор и выйти из машины, дверь открывается, и на дорогу вываливается лысый мужчина с деревянным колом, торчащим из черепа. Гриссом и Ник приезжают на место происшествия и осматривают тело. В правах указано его имя — Алекс Джейкс, и он вероятно ехал в больницу. |            |                                                                                   |                                | |                  |                     |
| 63 | 17         | «Crash & Burn» «Столкновение и поджог»                                            | Ричард Левис                   | Джош Берман | 13 марта 2003    | 28.60               |
| Автомобиль врезается в стеклянную стену кафетерия и останавливается в конце зала. За рулём машины оказывается пожилая женщина, и когда команда Гриссома приезжает на место происшествия, Брасс говорит им, что они уже вывозят трупы. Как минимум двое человек уже погибли. |            |                                                                                   |                                | |                  |                     |
| 64 | 18         | «Precious Metal» «Драгоценный металл»                                             | Дэран Сарафьян                 | Нарен Шанкар, Эндрю Липшиц | 3 апреля 2003    | 26.37               |
| Две девушки гоняют на картах по местной свалке, пока одна из них случайно не переворачивается рядом с бочонком, маркированным как «токсичные отходы». Служба химзащиты приезжает и вскрывает бочонок, в котором обнаруживается труп. Брасс показывает его Кэтрин и Гриссому, которые называют труп «мыльной мумией». Он пролежал в бочонке примерно пять-шесть недель. |            |                                                                                   |                                | |                  |                     |
| 65 | 19         | «A Night at the Movies» «Ночь в кинотеатре»                                       | Мэтт Эрл Биззли                | История: Кэрол Мендельсон Телесценарий: Энтони Зуикер, Дэнни Кэннон                                                                  | 10 апреля 2003   | 26.45               |
| Ночью в кинотеатре на немом фильме у одного из посетителей пищит сотовый телефон, и когда билетёр подходит к нему с просьбой отключить телефон, он обнаруживает, что тот мертв. Брасс встречает Гриссома и Кэтрин, говорит им, что в этом кинотеатре показывают классические хичкоковские ужастики. Брасс говорит, что убитого звали Гас Шугерман, и его сотовый звонил три раза. Гриссом осматривает тело и обнаруживает колотую рану в основании черепа, после чего говорит, что убийца насмотрелся детективов. В этот вечер шел фильм под названием «Наперекор всему». |            |                                                                                   |                                | |                  |                     |
| 66 | 20         | «Last Laugh» «Хорошо смеётся тот, кто смеётся последним»                          | Ричард Левис                   | История: Боб Харрис, Кэрол Мендельсон Телесценарий: Боб Харрис, Энтони Зуикер                                                        | 24 апреля 2003   | 25.22               |
| В одном из баров выступает комик Майкл Борланд, которого затем сменяет местная звезда Даги Макс. Во время своего выступления Макс пьёт воду, и внезапно падает на пол. Брасс говорит приехавшим Гриссому и Кэтрин, что тот умер прямо на сцене, но зрители подумали, что это часть шоу. |            |                                                                                   |                                | |                  |                     |
| 67 | 21         | «Forever» «Навсегда»                                                              | Дэвид Гроссман                 | Сара Голдфингер | 1 мая 2003       | 22.66               |
| На борту частного самолёта вовсю развлекаются пассажиры. Внезапно самолёт несколько раз трясёт, и когда он садится, в грузовом отсеке в загоне для лошади обнаруживается мертвое тело женщины. |            |                                                                                   |                                | |                  |                     |
| 68 | 22         | «Play with Fire» «Игра с огнём»                                                   | Кеннет Финк                    | Нарен Шанкар, Эндрю Липшиц | 8 мая 2003       | =25.10              |
| Двое подростков целуются у стадиона, потом перебегают поле и поднимаются к комментаторской будке, открывают дверь и видят труп девушки на полу. Когда приезжают Гриссом, Сара и Ник, то Дэвид уже осматривает тело и говорит, что её звали Элисон Карпентер, двадцати восьми лет, и она была задушена. В будке полно пустых пивных бутылок, а Гриссом находит на трупе след от удара дверью. |            |                                                                                   |                                | |                  |                     |
| 69 | 23         | «Inside the Box» «Внутри ячейки»                                                  | Дэнни Кэннон                   | Кэрол Мендельсон, Энтони Зуикер | 15 мая 2003      | 23.87               |
| В банк врываются грабители в масках и приказывают всем находящимся лечь на пол. Среди заложников оказывается и детектив Локвуд. Один из грабителей приказывает менеджеру вести его в хранилище, где он минирует несколько соседних ячеек, взрывает их и забирает содержимое центральной. Локвуд вытаскивает пистолет, и его убивают выстрелом в спину, после чего грабители скрываются на фургоне, обстреляв преследующую их патрульную машину. Брасс встречает команду Гриссома и говорит, что грабители замазали камеры чёрной краской. Гриссом смотрит на стекло, пробитое пулей, и отвечает, что стреляли снаружи. Брасс говорит, что грабителям были нужны не деньги, а что-то в хранилище. |            |                                                                                   |                                | |                  |                     |

### Сезон 4 (2003—2004)
| № общий | № в сезоне | Название                                                   | Режиссёр          | Автор сценария                                                                                       | Дата премьеры    | Зрители в США (млн) |
| --- | ---------- | ---------------------------------------------------------- | ----------------- | --- | ---------------- | ------------------- |
| 70 | 1          | «Assume Nothing» «Предположений нет»                       | Ричард Льюис      | Энтони Зуикер, Дэнни Кэннон                                                                          | 25 сентября 2003 | 26.91               |
| Супружеская пара решила повеселиться в казино Лас Вегаса. На утро девушку находят в номере отеля казино с перерезанным горлом. Что произошло? Где её муж? Есть ли ещё жертвы? Отстранят ли Ника за то, что его приятель слил информацию о расследовании в прессу? |            |                                                            |                   | |                  |                     |
| 71 | 2          | «All for Our Country» «Все для своей страны»               | Ричард Льюис      | Ричард Каталини, Кэрол Мендельсон, Эндрю Липшиц                                                      | 2 октября 2003   | 26.66               |
| Семейная пара заставляла мужей убивать их жен, но кто убил их? Команда CSI подозревает своих. А в студенческом общежитии найден труп сварившегося в собственной ванне студента. |            |                                                            |                   | |                  |                     |
| 72 | 3          | «Homebodies» «Домоседы»                                    | Кеннет Финк       | Нарен Шанкар, Сара Голдфингер                                                                        | 9 октября 2003   | 26.53               |
| Найден мумифицированный труп старой одинокой женщины. Похоже, её заперли в кладовке и обрекли на смерть от голода и обезвоживания. Это дело очень напоминает ещё одно, где преступники изнасиловали девушку, заперев её родителей похожим образом. Кэтрин пытается найти убийцу охотника за головами. Пистолет, которым его убили, обнаружил мальчик на большом расстоянии от места преступления. |            |                                                            |                   | |                  |                     |
| 73 | 4          | «Feeling the Heat» «Почувствуй жару»                       | Кеннет Финк       | Энтони Зуикер, Эли Талберт                                                                           | 23 октября 2003  | 27.57               |
| Жара в городе. В машине забыли ребёнка, и он умер. Прокурор решает раскрутить это дело в назидание другим родителям и поручает криминалистам собрать самые подробные доказательства. У себя в доме мужчина умер от сердечного приступа. Теперь необходимо установить его причину. В воде найдено тело девушки, но она явно не утонула. Следствие устанавливает, что последним с ней видели парня, который тоже исчез. |            |                                                            |                   | |                  |                     |
| 74 | 5          | «Fur and Loathing» «Мех и ненависть»                       | Ричард Льюис      | Джерри Сталь                                                                                         | 30 октября 2003  | 27.35               |
| В результате дорожной аварии погибла женщина-водитель и человек в костюме енота. Но не все так просто. Команда обнаруживает, что "енот" был подстрелен, а расследование заводит Гриссома и Кэтрин на меховую оргию. Ник и Сара расследуют убийство мужчины при ограблении игровых автоматов, чей труп найден в холодильной камере. |            |                                                            |                   | |                  |                     |
| 75 | 6          | «Jackpot» «Джекпот»                                        | Дэнни Кэннон      | Нарен Шанкар, Кэрол Мендельсон                                                                       | 6 ноября 2003    | 29.64               |
| В лабораторию присылают найденную в горах голову, Гриссом выезжает в небольшой населённый пункт для дальнейшего расследования и оказывается в захолустье, где нет даже нормального врача, для проведения вскрытия. К тому же местные всячески саботируют криминалистическую работу, то ли от лени и невежества, то ли от того, что кого-то покрывают. Меж тем преступление поражает своей жестокостью - убийца закопал жертву и ещё живую оставил на растерзание диким животным. |            |                                                            |                   | |                  |                     |
| 76 | 7          | «Invisible Evidence» «Невидимая улика»                     | Дэнни Кэннон      | Джош Берман                                                                                          | 13 ноября 2003   | 29.27               |
| Обвиняемого в изнасиловании и убийстве отпускают из зала суда ввиду аннулирования улик, добытых без ордера. Теперь у криминалистов есть 24 часа для поиска новых доказательств. Но не все улики, как выясняется, ведут к предполагаемому убийце. |            |                                                            |                   | |                  |                     |
| 77 | 8          | «After the Show» «После шоу»                               | Кеннет Финк       | Эндрю Липшиц, Элизабет Дивайн                                                                        | 20 ноября 2003   | 26.64               |
| В полицию поступает звонок от человека, который признается в причастности к недавнему похищению девушки, которая хотела быть звездой Шоугерлз. Однако улик против него нет, как нет и тела жертвы. Более того, преступник соглашается общаться только с Кэтрин Уиллоус. Теперь она ведёт дело, хотя Ник и Сара, ранее занимавшиеся им, не одобряют подобного решения. |            |                                                            |                   | |                  |                     |
| 78 | 9          | «Grissom Versus the Volcano» «Гриссом против вулкана»      | Ричард Льюис      | Кэрол Мендельсон, Энтони Зуикер                                                                      | 11 декабря 2003  | 26.80               |
| В машине, взятой напрокат, взорвалась бомба. А в другой части города в отеле найден труп жены известного соул певца. Криминалистам придется разбираться в непростой личной жизни подозреваемых. |            |                                                            |                   | |                  |                     |
| 79 | 10         | «Coming of Rage» «Приступ ярости»                          | Нельсон МакКормик | История: Ричард Каталини Телесценарий: Сара Голдфингер                                               | 18 декабря 2003  | 24.69               |
| На стройке найден труп подростка, забитого молотком. По предварительной оценке Гриссома, преступление совершено в приступе ярости. Но все оказывается не так очевидно. Криминалистам предстоит разобраться, кто на самом деле является преступником, а кто жертвой. Девушка разнимала драку своего нового и бывшего мужа и оказалась мертва. Кто виноват? |            |                                                            |                   | |                  |                     |
| 80 | 11         | «Eleven Angry Jurors» «Одиннадцать разгневанных присяжных» | Мэтт Эрл Баззли   | Джош Берман, Эндрю Липшиц                                                                            | 8 января 2004    | 27.48               |
| Присяжные несколько недель обсуждают убийство жены владельца казино. Есть неопровержимые доказательства, железная логика событий, и 11 присяжных уже давно пришли к выводу о виновности обвиняемого, однако председатель жюри выдвигает нелепые гипотезы и не выносит вопрос на голосование. Теперь он мертв, а мотив есть у каждого. В полицию обращается женщина, заявляющая, что несколько лет назад солгала при расследовании смерти её сестры. Она утверждает, что муж покойной совершил убийство, будучи застукан с другой женщиной, а труп сжег на глазах свояченицы. А ещё в этой серии мы узнаём, кого же Гриссом рекомендует к повышению. |            |                                                            |                   | |                  |                     |
| 81 | 12         | «Butterflied» «Бабочки»                                    | Ричард Льюис      | Дэвид Рэмбо                                                                                          | 15 января 2004   | 28.74               |
| Труп медсестры находят в ванной. Убийца вычистил весь дом так, что улики невозможно найти. И все же команда Гриссома обнаруживает пару зацепок - несколько волос, отпечаток пальца ноги и обломок от кулона-бабочки. Хватит ли этого для обличения убийцы? |            |                                                            |                   | |                  |                     |
| 82 | 13         | «Suckers» «Засранцы»                                       | Дэнни Кэннон      | Дэнни Кэннон, Джош Берман                                                                            | 5 февраля 2004   | 29.27               |
| Полицию и криминалистов вызвали в казино, когда на открытии экспозиции японских древностей в бассейне обнаружили труп, а рядом искрящийся кабель высокого напряжения. Однако труп оказывается манекеном, отвлекающим внимание от похищения самого ценного экспоната коллекции. И это не последняя иллюзия, которую предстоит разоблачить Гриссому. В проклятом доме лежит мертвая девушка, её кровь высосана, на шее следы клыков, на полу нарисован анх - символ вампиров. |            |                                                            |                   | |                  |                     |
| 83 | 14         | «Paper or Plastic?» «Бумага или пластик?»                  | Кеннет Финк       | Нарен Шанкар                                                                                         | 12 февраля 2004  | 30.71               |
| Произошло ограбление крупного супермаркета. Несколько человек были убиты и ранены. Волею случая рядом оказался патрульный офицер, который застрелил преступников. Теперь он утверждает, что убил трёх человек, в то время, как найдены только двое грабителей. |            |                                                            |                   | |                  |                     |
| 84 | 15         | «Early Rollout» «Ранний выход»                             | Дуэйн Кларк       | История: Элизабет Дивайн Телесценарий: Кэрол Мендельсон, Энтони Зуикер                               | 19 февраля 2004  | 30.87               |
| Ранним утром семейная пара собирается уезжать. На них нападают двое убийц в чёрных масках с электрошокерами. В этой серии Уоррик даёт несколько ценных советов Грегу Сандерсу, а у Кэтрин появляется поклонник. |            |                                                            |                   | |                  |                     |
| 85 | 16         | «Getting Off» «Сброшенный со счетов»                       | Кеннет Финк       | Джерри Сталь                                                                                         | 26 февраля 2004  | 28.01               |
| Найдено тело мужчины, который помогал людям справляться с наркотической зависимостью. Он сам смог добиться трезвости с помощью запрещённого средства и, вероятно, рекомендовал его другим. А в районе, где встречаются трансвеститы, находят тело со следами грима. Но вскоре становится понятно, что убитый был клоуном. |            |                                                            |                   | |                  |                     |
| 86 | 17         | «XX» «XX»                                                  | Дэран Сарафьян    | Этли Энн Вейр                                                                                        | 11 марта 2004    | 27.40               |
| Семейная пара пытается обогнать слишком медленно едущий автобус для перевозки заключённых, но им мешает внезапно появившаяся на лобовом стекле человеческая рука. Это попытка побега или убийство? А Уоррик расследует убийство азартного игрока с подозрительными многочисленными ножевыми ранениями. |            |                                                            |                   | |                  |                     |
| 87 | 18         | «Bad to the Bone» «Смерть из-за фишки»                     | Дэвид Гроссман    | Эли Талберт                                                                                          | 1 апреля 2004    | 26.47               |
| Хамоватый посетитель казино избит до смерти. Виновный находится легко, но во время следственных действий он внезапно свирепеет и нападает на Гриссома. Что может быть хуже умершего на допросе подозреваемого? Только труп на его заднем дворе. |            |                                                            |                   | |                  |                     |
| 88 | 19         | «Bad Words» «Дурные слова»                                 | Роб Бейли         | Сара Голдфингер                                                                                      | 15 апреля 2004   | 23.79               |
| Убийство толстяка в общественном туалете приводят Гриссома на турнир по анаграммам. Криминалисты так же расследуют пожар в доме, где проживали женщина, её двое детей и мать. Есть вероятность, что это дело рук серийного поджигателя или месть кому-то из членов семьи. |            |                                                            |                   | |                  |                     |
| 89 | 20         | «Dead Ringer» «Смертельный звонок»                         | Кеннет Финк       | Элизабет Дивайн                                                                                      | 29 апреля 2004   | 26.37               |
| Проходит ежегодный марафон среди работников полиции. Команда СЅI тоже участвует, а Гриссом и тут находит труп. Мертвые тела двух обнаружены ещё и в номере отеля. |            |                                                            |                   | |                  |                     |
| 90 | 21         | «Turn of the Screws» «Поворот винта»                       | Дэран Сарафьян    | История: Ричард Каталини, Кэрол Мендельсон Телесценарий: Джош Берман                                 | 6 мая 2004       | 20.39               |
| В парке развлечений ломаются американские горки. Пять человек, которые были в вагончике, мертвы, но трупов оказывается шесть. Тело девочки-подростка обнаруживают в лесном массиве. Её мать, одна воспитывавшая дочь, была уверена, что та находится у подруги. Это удивляет Уоррика, но вызывает сочувствие у Кэтрин. |            |                                                            |                   | |                  |                     |
| 91 | 22         | «No More Bets» «Ставки больше не принимаются»              | Ричард Льюис      | История: Дастин Абрахам, Эндрю Липшиц Телесценарий: Джудит МакКрейри, Кэрол Мендельсон, Нарен Шанкар | 13 мая 2004      | 22.52               |
| Парня, переодевшегося толстяком, допрашивают с пристрастием охранники казино. Вскоре его труп находит полиция. Кэтрин Уиллоус отстраняют от дела, т.к. казино, которое, по всей вероятности, обманул с помощью высокотехнологического устройства покойный, принадлежит её биологическому отцу. |            |                                                            |                   | |                  |                     |
| 92 | 23         | «Bloodlines» «Кровные узы»                                 | Кеннет Финк       | История: Сара Голдфингер, Эли Талберт Телесценарий: Нарен Шанкар, Кэрол Мендельсон                   | 20 мая 2004      | 25.40               |
| Она - сотрудница казино. Она бежит по темному перелеску, почти обнажённая, отчаянно крича и зовя на помощь. Преступник пойман и опознан, только анализ ДНК не совпадает. Теперь полиция проверяет генеалогическое древо бывшего подозреваемого, разыскивает и следит за всеми его братьями. Но может ли ДНК ошибаться? |            |                                                            |                   | |                  |                     |

### Сезон 5 (2004—2005)
| № общий | № в сезоне | Название                                                         | Режиссёр          | Автор сценария                                                                         | Дата премьеры    | Зрители в США (млн) |
| --- | ---------- | ---------------------------------------------------------------- | ----------------- | -------------------------------------------------------------------------------------- | ---------------- | ------------------- |
| 93 | 1          | «Viva Las Vegas» «Вива Лас-Вегас»                                | Дэнни Кэннон      | Кэрол Мендельсон, Дэнни Кэннон                                                         | 23 сентября 2004 | 30.57               |
| Сара вернулась после "отпуска" из-за проблем с алкоголем. А Грэг нашел себе замену в лаборатории - заносчивую и нервную особу, зато теперь он может работать на вызовах, и Гриссом берёт его для последнего испытания в ночной клуб, где не только было совершено преступление, но и найдена фотография другого трупа. А в Лас-Вегасе жизнь бурлит: мужчина весь в крови рядом с убитой женщиной утверждает, что ничего не помнит, самоубийца в ванной и останки инопланетянина в секретной зоне 51.               |            |                                                                  |                   |                                                                                        |                  |                     |
| 94 | 2          | «Down the Drain» «Вниз по течению»                               | Кеннет Финк       | Нарен Шанкар                                                                           | 7 октября 2004   | 28.43               |
| Во время дождя из ливневой канализации вынесло тело. Расследование этой смерти привело криминалистов к новым останкам, а те в свою очередь к дому, набитому самодельной взрывчаткой. |            |                                                                  |                   |                                                                                        |                  |                     |
| 95 | 3          | «Harvest» «Урожай»                                               | Дэвид Гроссман    | Джудит МакКрейри                                                                       | 14 октября 2004  | 28.89               |
| Полиция расследует похищение девочки, которая не пошла в школу ради встречи с сестрой. Это не просто ребёнок, а донор костного мозга, крови и почки для своего больного старшего брата. |            |                                                                  |                   |                                                                                        |                  |                     |
| 96 | 4          | «Crow's Feet» «Птичий след»                                      | Ричард Льюис      | Джош Берман                                                                            | 21 октября 2004  | 26.54               |
| Место преступление становится зоной карантина, когда судмедэксперт подозревает у жертвы вирус Эбола. Но пятна на теле жертвы оказываются следами косметической процедуры по омоложению. Такие же следы обнаружены и у другой мертвой женщины. Во время дезинсекции погибает хозяин квартиры. Криминалисты находят несколько хвостовых перьев рядом с телом. |            |                                                                  |                   |                                                                                        |                  |                     |
| 97 | 5          | «Swap Meet» «Вечеринка со свингом»                               | Дэнни Кэннон      | Нарен Шанкар, Кэрол Мендельсон, Дэвид Рэмбо                                            | 28 октября 2004  | 29.60               |
| После вечеринки свингеров в фонтане появляется тело. Специалист по уборке мест преступлений, будучи уверен, что Ник и Уоррик его разыграли, подкидывает криминалистам ещё одно дело. |            |                                                                  |                   |                                                                                        |                  |                     |
| 98 | 6          | «What's Eating Gilbert Grissom?» «Что гложет Гилберта Гриссома?» | Кеннет Финк       | Сара Голдфингер                                                                        | 4 ноября 2004    | 30.58               |
| Во время посвящения в студенческое братство парень падает в кучу червей. Вскоре становится понятным, что объявился серийный маньяк, по делу которого уже был осужден другой (сезон 3 эпизод 6). |            |                                                                  |                   |                                                                                        |                  |                     |
| 99 | 7          | «Formalities» «Формальности»                                     | Билл Иглс         | Нарен Шанкар, Дастин Абрахам                                                           | 11 ноября 2004   | 29.64               |
| Гриссома взывают на место преступления прямо с банкета в честь назначения нового зам. директора, где Гил должен был произносить речь. Вместе с ним расследование ведёт София Кёртис, его коллега из дневной смены и протеже нового руководителя. На вечеринке выпускников одна девушка умерла, а другая похищена. Отец последней, владелиц казино, где произошло убийство, считает, что его дочь организовала все сама, пытаясь привлечь внимание.                                                                 |            |                                                                  |                   |                                                                                        |                  |                     |
| 100 | 8          | «Ch-Ch-Changes» «П-П-Перемены»                                   | Ричард Льюис      | Джерри Сталь                                                                           | 18 ноября 2004   | 31.46               |
| Офицер останавливает девушку за превышение скорости. Она утверждает, что у неё есть важная видеозапись, и что её кто-то преследует. Вскоре девушку находят мертвой, да это и не девушка вовсе. |            |                                                                  |                   |                                                                                        |                  |                     |
| 101 | 9          | «Mea Culpa» «Моя вина»                                           | Дэвид Гроссман    | История: Кэрол Мэндельсон, Джош Берман Телесценарий: Джош Берман                       | 25 ноября 2004   | 24.38               |
| Сара выясняет, почему найденный рядом с неизвестным трупом пистолет в лаборатории самостоятельно выстрелил. На суде Гил Гриссом обнаруживает проявившийся на улике неисследованный отпечаток. Он просит отдать дело на дорасследование. А в это время Экли, новый начальник, копает под Гриссома. |            |                                                                  |                   |                                                                                        |                  |                     |
| 102 | 10         | «No Humans Involved» «Без людского вмешательства»                | Роб Бейли         | Джудит МакКрейри                                                                       | 9 декабря 2004   | 29.83               |
| На месте преступления Грэг обнаруживает мумифицированный труп мальчика в мусорном контейнере. Ребёнка не кормили и регулярно избивали. А Уоррик занимается бунтом в одной из камер местной тюрьмы, где заключённые закидали охранников экскрементами, который закончился смертью одного из заключённый. |            |                                                                  |                   |                                                                                        |                  |                     |
| 103 | 11         | «Who Shot Sherlock?» «Кто застрелил Шерлока?»                    | Кеннет Финк       | Дэвид Рэмбо, Ричард Каталини                                                           | 6 января 2005    | 28.86               |
| Каждую неделю в квартире, точной копии Бейкер-стрит 221 Б, собирается клуб реконструкторов для разгадывания детективных историй. В этот раз "Шерлок Холмс" пообещал нечто особенное. Теперь он убит, и эта загадка станет последним испытанием Грэга. Уоррик и Ник пытаются докопаться до причин смерти съехавшего в кювет сёрфера, но новый босс хочет закрыть дело как можно скорее. |            |                                                                  |                   |                                                                                        |                  |                     |
| 104 | 12         | «Snakes» «Змеи»                                                  | Ричард Льюис      | Дастин Абрахам                                                                         | 13 января 2005   | 27.55               |
| В ящике для газет найдена голова женщины без скальпа со змеёй во рту. Это очень напоминает песню местного шансона - наркокорридо. Убийца найденного в машине мужчины сидел в инвалидном кресле, которое принадлежало недавно умершей женщине-шопоголику из дома престарелых. |            |                                                                  |                   |                                                                                        |                  |                     |
| 105 | 13         | «Nesting Dolls» «Матрёшки»                                       | Билл Иглз         | Сара Голдфингер                                                                        | 3 февраля 2005   | 24.95               |
| В пустыне найдены два тела, залитых гудроном. Одно из них оказывается девушкой из Восточной Европы, прибывшей в Америку как невеста, которую можно купить. При расследовании Сара ведёт себя очень агрессивно, конфликтует с начальством, Гил Гриссом выясняет причину. |            |                                                                  |                   |                                                                                        |                  |                     |
| 106 | 14         | «Unbearable» «Невероятное»                                       | Кеннет Финк       | Кэрол Мендельсон, Джош Берман                                                          | 10 февраля 2005  | 27.85               |
| Охотник растерзан медведем. Но вот незадача: особей этого вида в Неваде не водится, поэтому тот, кто привез хищника, является убийцей. Девушка после посиделок с подругами не вернулась домой к мужу и маленькому ребёнку. Её машина найдена далеко от дома. Отношения Гриссома и Софии постепенно развиваются. |            |                                                                  |                   |                                                                                        |                  |                     |
| 107 | 15         | «King Baby» «Королевский ребёнок»                                | Ричард Льюис      | Джерри Сталь                                                                           | 17 февраля 2005  | 30.72               |
| Человек, державший в страхе весь Лас-Вегас, найден выбросившимся с балкона собственного дома. К расследованию привлечены все экс-члены команды Гриссома, в связи с чем у Кэтрин возникают проблемы с субординацией. Неприятной неожиданностью для неё оказывается и пропажа камеры с фотографиями места преступления. Однако самый странный сюрприз скрывается в тайной детской комнате жертвы. |            |                                                                  |                   |                                                                                        |                  |                     |
| 108 | 16         | «Big Middle» «Большая середина»                                  | Билл Иглз         | История: Дастин Абрахам Телесценарий: Нарен Шанкар, Джудит МакКрейри                   | 24 февраля 2005  | 28.11               |
| Ник и Кэтрин расследуют убийство в лесу. Недалеко от трупа в бобровой хатке найдено большое количество денег. Грэг, Гриссом и Сара занимаются смертью парня, обхаживавшего женщин на съезде толстушек. |            |                                                                  |                   |                                                                                        |                  |                     |
| 109 | 17         | «Compulsion» «Принуждение»                                       | Дуэйн Кларк       | Джош Берман, Ричард Каталини                                                           | 10 марта 2005    | 29.40               |
| Два жестоких убийства: стюардесса изнасилованная и убитая в своём номере и мальчик 12-ти лет, забитый насмерть в собственном доме. Пока команда Гриссома пытается связать новое убийство со старым делом, Ник стремиться разобраться с убийством мальчика, вопреки уверенности ведущего детектива в том, что дело уже раскрыто. |            |                                                                  |                   |                                                                                        |                  |                     |
| 110 | 18         | «Spark of Life» «Искра жизни»                                    | Кеннет Финк       | Аллен МакДональд                                                                       | 31 марта 2005    | 28.22               |
| Приехав на место пожара, чтобы забрать тело, Гриссом и Ко. обнаруживают ещё живую, но страшно обожжённую девушку. Кто она, как попала в это место и связана ли с пожаром — вот вопросы на которые предстоит ответить. В то же время команда Кэтрин пытается разгадать головоломку: утонувшая девочка, мать, упавшая с лестницы и отец с пистолетом в спальне: кто преступник? Кто жертва? Все становится ещё более запутанным, когда улики указывают на то, что оба этих дела связаны.                             |            |                                                                  |                   |                                                                                        |                  |                     |
| 111 | 19         | «4x4» «4x4»                                                      | Теренс О’Хара     | История: Сара Голдфингер, Нарен Шанкар Телесценарий: Дэвид Рембо, Дастин Абрахам       | 14 апреля 2005   | 27.54               |
| Череда происшествий разной степени трагичности и нелепости: авария на угнанном хаммере, раскрыть которую в рекордные сроки помогло тако, тело девушки, найденное в выставочном павильоне, мертвый бодибилдер со странными симптомами и скелетом в шкафу, мертвый мальчик в парке на скамейке с ожогами и признаками асфиксии — ещё одна смена в лаборатории, ничего необычного. |            |                                                                  |                   |                                                                                        |                  |                     |
| 112 | 20         | «Hollywood Brass» «Голливудский Брасс»                           | Билл Иглз         | Кэрол Мендельсон, Сара Голдфингер                                                      | 21 апреля 2005   | 27.02               |
| Семья — это святое. Так что когда дочь Браса, беспокоясь о своей «коллеге»-проститутке, связалась с отцом, вопрос о том, ехать или нет, даже не поднимался. Местным копам предстоит сделать нелегкий выбор, а мы узнаём новые подробности из жизни капитана Браса. |            |                                                                  |                   |                                                                                        |                  |                     |
| 113 | 21         | «Committed» «Содеявший»                                          | Ричард Льюис      | Ричард Льюис, Сара Голдфингер, Уттам Нарсу                                             | 28 апреля 2005   | 23.68               |
| В психиатрической клинике для социально опасных личностей совершено жестокое убийство. Ограниченное количество подозреваемых, явный фаворит в лице соседа по палате — но все ли так очевидно, как кажется? Нам также предстоит узнать кое-какие подробности из жизни Сары Сайдл и осознать, сколь разрушительна бывает любовь. |            |                                                                  |                   |                                                                                        |                  |                     |
| 114 | 22         | «Weeping Willows» «Плачущая Уиллоус»                             | Кеннет Финк       | Арианна Ллойд                                                                          | 5 мая 2005       | 26.65               |
| Тяжелый день для Кэтрин Уилоуз. Сначала вечерний флирт едва не закончился насилием, затем — внеурочный вызов на работу. В довершение всех бед убийство девушки оказывается связано с агрессивным ловеласом, а оставшуюся от него улику уже успели выбросить в мусор. Впрочем, на этом неприятности только начались. |            |                                                                  |                   |                                                                                        |                  |                     |
| 115 | 23         | «Iced» «Обледенелый»                                             | Ричард Льюис      | Джош Берман                                                                            | 12 мая 2005      | 26.46               |
| Юные Ромео и Джульетта найдены на полу в студенческом общежитии с признаками отравления угарным газом и без малейших признаков источника газа. Как это могло произойти, если источника газа не обнаружено? Тело мужчины с завязанными глазами и без признаков насильственной смерти обнаружена посреди поля в кругу примятой травы. Труп, найденный на парковке пропадает из морга, чтобы быть обнаруженным в парке с сигарой в зубах. Вся команда в деле и даже зам. директора Экли приходится тряхнуть стариной. |            |                                                                  |                   |                                                                                        |                  |                     |
| 116 | 24         | «Grave Danger (Part 1)» «Опасность из могилы. Часть 1»           | Квентин Тарантино | История: Квентин Тарантино Телесценарий:Нарен Шанкар, Кэрол Мендельсон, Энтони Зуикер  | 19 мая 2005      | 30.73               |
| Банальный вызов оборачивается трагедией: Ник Стоукс похищен и команде предстоит объединить усилия, чтобы спасти коллегу и друга, если это ещё возможно. |            |                                                                  |                   |                                                                                        |                  |                     |
| 117 | 25         | «Grave Danger (Part 2)» «Опасность из могилы. Часть 2»           | Квентин Тарантино | История: Квентин Тарантино Телесценарий: Нарен Шанкар, Кэрол Мендельсон, Энтони Зуикер | 19 мая 2005      | 30.73               |
| Преступник мертв, а Стоукс всё ещё в ловушке и положение ухудшается с каждой минутой. |            |                                                                  |                   |                                                                                        |                  |                     |

### Сезон 6 (2005—2006)
| № общий | № в сезоне | Название                                                             | Режиссёр       | Автор сценария                                                                           | Дата премьеры    | Зрители в США (млн) |
| --- | ---------- | -------------------------------------------------------------------- | -------------- | ---------------------------------------------------------------------------------------- | ---------------- | ------------------- |
| 118 | 1          | «Bodies in Motion» «Тела в движении»                                 | Ричард Льюис   | История: Нарен Шанкар, Кэрол Мендельсон Телесценарий: Нарен Шанкар                       | 22 сентября 2005 | 29.02               |
| Взрыв в трейлерном парке, мертвая девушка в резиновых сапогах и пакете из супермаркета на голое тело, два трупа в багажнике машины. Предстоит потрудиться, чтобы понять, как эти люди оказались там, где их нашли. А жизнь, меж тем, продолжается. Команда переваривает новость о внезапной женитьбе Уорика и о недавней трагедии напоминает только кассета, найденная в питомнике.                                                                                            |            |                                                                      |                |                                                                                          |                  |                     |
| 119 | 2          | «Room Service» «Обслуживание в номер»                                | Кеннет Финк    | Генри Алонсо Майерс, Дастин Абрахам                                                      | 29 сентября 2005 | 28.00               |
| Жертвы из разных слоев общества: таксист, застреленный в своей машине, эмигрант из Азии луже крови в дешёвом номере и красавчик-актёр на шикарной кровати. Что между ними общего? Они все мертвы и причины этого предстоит разгадать команде Гриссома. |            |                                                                      |                |                                                                                          |                  |                     |
| 120 | 3          | «Bite Me» «Укуси меня»                                               | Джеффри Хант   | История: Джош Берман, Кэрол Мендельсон Телесценарий: Джош Берман                         | 6 октября 2005   | 28.85               |
| Муж вызывает скорую к жене, упавшей с лестницы. Женщину спасти не удается, и криминалистам предстоит выяснить, имел место несчастный случай, или же речь идет об убийстве. |            |                                                                      |                |                                                                                          |                  |                     |
| 121 | 4          | «Shooting Stars» «Взрывающиеся звезды»                               | Дэнни Кэннон   | Дэнни Кэннон                                                                             | 13 октября 2005  | 28.34               |
| Спустившись на шум, мужчина обнаруживает во дворе подобие зомби-апокалипсиса. Когда жуткие гости разбегаются, один из них так и остается лежать на лужайке. Отправляясь по следу беглецов в пустыню, команда вряд ли ожидала найти бункер с тринадцатью мертвецами внутри. Кто виновник этого кошмара, и как вера, которая должна была даровать исцеление душе, стала причиной гибели тела?                                                                                    |            |                                                                      |                |                                                                                          |                  |                     |
| 122 | 5          | «Gum Drops» «Жвачка»                                                 | Ричард Льюис   | Сара Голдфингер                                                                          | 20 октября 2005  | 28.48               |
| Анонимный звонок, дом обычной с виду семьи и море крови. Что произошло? Где тела? Чем больше Ник вникает в происходящее, тем более личным становится для него это дело. |            |                                                                      |                |                                                                                          |                  |                     |
| 123 | 6          | «Secrets and Flies» «Секреты и мухи»                                 | Теренс О'Хара  | Джош Берман                                                                              | 3 ноября 2005    | 28.73               |
| Самоубийство молодой матери — дело трагичное, но не загадочное. Однако криминалисты как всегда, копнули глубже и дело быстро перестало быть очевидным. Даже столь светлое чувство, как любовь к ребёнку, может стать причиной преступления. Параллельно Гриссом проверяет заявление эксперта энтомолога о времени смерти жертвы по одному из старых дел. Либо Гриссом ошибся, либо для кого-то деньги и слава оказались важнее научной репутации. Полагаю, мы уже знаем ответ. |            |                                                                      |                |                                                                                          |                  |                     |
| 124 | 7          | «A Bullet Runs Through It, Part 1» «Пуля проходит на вылет. Часть 1» | Дэнни Кэннон   | Ричард Каталини, Кэрол Мендельсон                                                        | 10 ноября 2005   | 29.55               |
| Погоня с перестрелкой — увлекательное дело, пока наблюдаешь за ней со стороны. Но если довелось участвовать, то неприятностей не избежать. И в этой серии разгребать последствия приходится долго. |            |                                                                      |                |                                                                                          |                  |                     |
| 125 | 8          | «A Bullet Runs Through It, Part 2» «Пуля проходит на вылет. Часть 2» | Кеннет Финк    | Ричард Каталини, Кэрол Мендельсон                                                        | 17 ноября 2005   | 28.98               |
| Дело с перестрелкой становится все запутанней. Попал ли погибший офицер под дружественный огонь? Кто и зачем застрелил последнего подозреваемого прямо на месте ареста? Куда делся бьюик и чем он был так важен? Вопросы множатся, а обстановка накаляется. |            |                                                                      |                |                                                                                          |                  |                     |
| 126 | 9          | «Dog Eat Dog» «Пёс поедает пса»                                      | Дуэйн Кларк    | Аллен МакДоналд, Дастин Абрахам                                                          | 24 ноября 2005   | 25.72               |
| Труп в мусорном баке рядом с рестораном: мужчина буквально объелся досмерти. Супружеская пара в доме без признаков ограбления. Мужчина застрелен, женщина загрызена. Что общего у этих историй? Неумение людей вовремя остановиться. |            |                                                                      |                |                                                                                          |                  |                     |
| 127 | 10         | «Still Life» «Продолжая жить»                                        | Ричард Льюис   | Дэвид Рэмбо                                                                              | 8 декабря 2005   | 30.95               |
| Что сравнится с горем матери, чьего ребёнка похитили прямо с детской площадки. Команда делает все возможное, чтобы найти ребёнка и вернуть матери. Вот только это оказывается сложнее, чем все ожидали и с каждой минутой становится все яснее: в этой истории хеппи-энда не будет. В то же время история с прошлогодним похищением Стоукса получает продолжение: дочь преступника освобождается досрочно и ищет встречи с Ником.                                              |            |                                                                      |                |                                                                                          |                  |                     |
| 128 | 11         | «Werewolves» «Вервульфы»                                             | Кеннет Финк    | Джош Берман                                                                              | 5 января 2006    | 27.23               |
| Покрытый шерстью парень, застреленный серебряной пулей в полнолуние — классический сюжетный ход в историях о чудовищах. Вот только в жизни чудовища - это не всегда те, кто жутко выглядит. |            |                                                                      |                |                                                                                          |                  |                     |
| 129 | 12         | «Daddy's Little Girl» «Папина маленькая девочка»                     | Теренс О'Хара  | История: Нарен Шанкар, Сара Голдфингер Телесценарий: Сара Голдфингер, Генри Алонсо Майер | 19 января 2006   | 27.13               |
| Две знойные девицы находят тело парня спортсмена. Очевидно ночь накануне была веселой, но закончилось все грустно. Пикантности ситуации придаёт то, что женщины оказались матерью и дочерью. Тем временем, Стоукс расследует дело женщины, сбитой своей же машиной. Расследование быстро приводит Ника к старой знакомой. |            |                                                                      |                |                                                                                          |                  |                     |
| 130 | 13         | «Kiss-Kiss, Bye-Bye» «Поцелуй на прощание»                           | Дэнни Кэннон   | Дэвид Рэмбо                                                                              | 26 января 2006   | 25.86               |
| Постаревшая, но все ещё блистательная Лоис О'Нил пропадает с вечеринки в честь дня её рождения а в её номере находят труп с брошенным прямо на нем револьвером. Все выглядит как сцена, из мюзикла про гангстеров и, как знать, может как раз ею и является. |            |                                                                      |                |                                                                                          |                  |                     |
| 131 | 14         | «Killer» «Убийца»                                                    | Кеннет Финк    | История: Эрик Сальтцгабер Телесценарий: Дастин Абрахам, Нарен Шанкар                     | 2 февраля 2006   | 28.36               |
| Одно преступление часто влечёт за собой другое. Авария, столкнувшая примерного семьянина и юную девушку, для кого эта история могла закончиться плохо? И разве намерение поступить правильно может стать источником проблем? Увы, если судьба свела вас с убийцей, как бы мирно он не выглядел, шансы на благоприятный исход невелики. |            |                                                                      |                |                                                                                          |                  |                     |
| 132 | 15         | «Pirates of the Third Reich» «Пираты Третьего Рейха»                 | Ричард Льюис   | Джерри Сталь                                                                             | 9 февраля 2006   | 27.42               |
| В пустыне найдено тело юной девушки — обритая налысо, истощённая, с клеймом на плече и чужим глазом в глазнице. Чем больше данных собирают криминалисты, тем более жутким становится это дело. Темное прошлое прорывается чудовищным настоящим, а расследование вновь сводит команду с леди Хезер. |            |                                                                      |                |                                                                                          |                  |                     |
| 133 | 16         | «Up In Smoke» «Дымоход»                                              | Дуэйн Кларк    | Джош Берман                                                                              | 2 марта 2006     | 27.81               |
| Романтический вечер у камина не задался. Засорившаяся труба — это всегда неприятно. Труп в трубе — неприятно вдвойне. Расследование, давшее возможность заодно поискать в доме улики по старому делу, даёт возможность утверждать, что этот вечер хозяин дома запомнит надолго. |            |                                                                      |                |                                                                                          |                  |                     |
| 134 | 17         | «I Like To Watch» «Мне нравится смотреть»                            | Кеннет Финк    | Генри Алонсо Майер, Ричард Каталини                                                      | 9 марта 2006     | 27.16               |
| Девушка изнасилована в отеле. Расследование осложняется тем, что за командой повсюду таскается съёмочная бригада реалити-шоу, а у девушка потеряла память. |            |                                                                      |                |                                                                                          |                  |                     |
| 135 | 18         | «The Unusual Suspect» «Необычный подозреваемый»                      | Алек Смайт     | Аллен МакДональд                                                                         | 30 марта 2006    | 25.23               |
| Последний раз Эйси видели на школьном корте в пятницу, около 10 часов вечера. Труп наши через пару дней на клумбе, рядом с футбольным полем. Дело раскрыли довольно быстро, но на суде малолетняя сестра подозреваемого взяла вину на себя. Криминалистам теперь предстоит разобраться в происходящем. |            |                                                                      |                |                                                                                          |                  |                     |
| 136 | 19         | «Spellbound» «Очарованный»                                           | Джеффри Хант   | Жаклин Хойт                                                                              | 6 апреля 2006    | 23.33               |
| Гадалка предсказала девушкам неминуемую беду, и в итоге сама оказалась мертва. Что это: месть высших сил или все намного приземленнее и причина, как всегда, в деньгах? |            |                                                                      |                |                                                                                          |                  |                     |
| 137 | 20         | «Poppin' Tags» «Постеры»                                             | Брайан Спайсер | Дастин Абрахам                                                                           | 13 апреля 2006   | 24.42               |
| Разборки между фанатами двух реперов приводят к трагическому исходу: то, что начинается как злая шутка,завершается смертью молодого парня. Но может быть дело вовсе не в музыке? |            |                                                                      |                |                                                                                          |                  |                     |
| 138 | 21         | «Rashomama» «Расемама»                                               | Кеннет Финк    | Сара Голдфингер                                                                          | 27 апреля 2006   | 27.36               |
| Свадьба — это прекрасно. Но вряд ли труп матери жениха, привязанный к автомобилю можно считать приятным сюрпризом. Для команды это дело тоже непростое: машину Ника, в которой были все улики, угнали. |            |                                                                      |                |                                                                                          |                  |                     |
| 139 | 22         | «Time of Your Death» «Время твоей смерти»                            | Дин Уайт       | История: Дэнни Кэннон Телесценарий: Дэвид Рембо, Ричард Каталини                         | 4 мая 2006       | 26.05               |
| Парень найден мертвым. Восстанавливая картину преступления минута за минутой, команда выясняет, что предшествующая смерти ночь была для парня исключительно удачной: прекрасная женщина, выигрыш, приключения — слишком хорошо, чтоб быть правдой... |            |                                                                      |                |                                                                                          |                  |                     |
| 140 | 23         | «Bang-Bang (Part 1)» «Выстрел (Часть 1)»                             | Теренс О'Хара  | Энтони Зуикер, Нарен Шанкар                                                              | 11 мая 2006      | 27.04               |
| Убийство неверной жены. Муж, тоже не безгрешный, главный подозреваемый. Вроде все просто, но чем дальше, тем более кровавой становится эта история. И кому то из команды оно может стоить жизни. |            |                                                                      |                |                                                                                          |                  |                     |
| 141 | 24         | «Way to Go (Part 2)» «Путь (Часть 2)»                                | Кеннет Финк    | Джерри Сталь                                                                             | 18 мая 2006      | 25.40               |
| Брасс в больнице в критическом состоянии. Гриссому удается найти дочь капитана и уговорить приехать к отцу, но даже такие трагические обстоятельства не меняют отношения Элли к отцу. А работа, между тем, идет своим чередом: мертвый мужчина, решивший перед смертью познать все 7 смертных грехов за раз, и тело на железнодорожных путях, в котором отсутствие головы — не самая большая странность.                                                                       |            |                                                                      |                |                                                                                          |                  |                     |

### Сезон 7 (2006—2007)
| № общий | № в сезоне | Название                                                         | Режиссёр        | Автор сценария                                                                          | Дата премьеры    | Зрители в США (млн) |
| --- | ---------- | ---------------------------------------------------------------- | --------------- | --------------------------------------------------------------------------------------- | ---------------- | ------------------- |
| 142 | 1          | «Built to Kill (Part 1)» «Выстроенный для убийства. Часть 1»     | Кеннет Финк     | История: Сара Голдфингер Телесценарий: Дэвид Рэмбо, Нарен Шанкар                        | 21 сентября 2006 | 22.57               |
| За кулисами цирка обнаружена мертвая девушка. На приёме в честь строительства нового казино найден застреленный мужчина: самоубийство или убийство? Сумочка и семена кунжута подскажут правду. |            |                                                                  |                 |                                                                                         |                  |                     |
| 143 | 2          | «Built to Kill (Part 2)» «Выстроенный для убийства. Часть 2»     | Кеннет Финк     | История: Дэвид Рэмбо Телесценарий: Сара Голдфингер, Нарен Шанкар                        | 28 сентября 2006 | 23.77               |
| Кэтрин Уилоуз приходит в себя в мотеле. Что произошло? Она стала жертвой насилия или дело в чём-то другом? Пока Кэтрин разбирается в ситуации, команда работает над убийством рок-звезды. Загадочности делу придаёт то, что на месте преступления найдена миниатюрная диорама с точной копией места преступления. Впрочем, от дела приходится отвлечься, когда дочь Кэтрин похищают. |            |                                                                  |                 |                                                                                         |                  |                     |
| 144 | 3          | «Toe Tags» «Бирки на пальцах»                                    | Джеффри Хант    | История: Аллен МакДональд, Кэрол Мендельсон Телесценарий: Ричард Каталини, Дуглас Петри | 5 октября 2006   | 21.51               |
| В морге после вскрытия умершие рассказывают свои истории. Здесь девушка-телохранитель, безмозглая красавица-жена, солдат, только что вернувшийся с войны, жертвы резни бензопилой. Чтобы их услышать и нужна работа криминалистов. |            |                                                                  |                 |                                                                                         |                  |                     |
| 145 | 4          | «Fannysmackin'» «Развлечение»                                    | Ричард Льюис    | Дастин Абрахам                                                                          | 12 октября 2006  | 21.85               |
| Отморозки в чёрных капюшонах избивает людей, в их числе Грэг, на улицах города. |            |                                                                  |                 |                                                                                         |                  |                     |
| 146 | 5          | «Double-Cross» «Крест-накрест»                                   | Майкл Словис    | Марлен Мейер                                                                            | 19 октября 2006  | 20.49               |
| На кресте распяли женщину и подвесили в церкви над статуей Иисуса. |            |                                                                  |                 |                                                                                         |                  |                     |
| 147 | 6          | «Burn Out» «Выгоревший»                                          | Алек Смайт      | Жаклин Хойт                                                                             | 2 ноября 2006    | 20.77               |
| Пропали два мальчика, но не все их родственники хотят сотрудничать с полицией. Зато свои услуги предлагает ранее осуждённый педофил, чей дом, по его словам, поджигают всякий раз, как что-то случается с детьми. |            |                                                                  |                 |                                                                                         |                  |                     |
| 148 | 7          | «Post Mortem» «После смерти»                                     | Ричард Льюис    | История: Нарен Шанкар Телесценарий: Дастин Абрахам, Дэвид Рэмбо                         | 9 ноября 2006    | 20.83               |
| Пожилая женщина, страдающая онкологией, убита. В её доме видны явные признаки борьбы, и у полиции есть несколько подозреваемых. Все меняется, когда на место преступления подбрасывают диораму, очень похожую на ту, которая фигурировала в деле Кэтрин Уиллоус. Какие новые улики сулит такая находка и сможет ли команда вывести убийцу на чистую воду? Тем временем в суде слушается дело Грэга Сандерса. Один из присяжных настроен явно против криминалиста, усматривая в его действиях расизм, а судья в борьбе за новый пост превращает заседание в показательную порку. |            |                                                                  |                 |                                                                                         |                  |                     |
| 149 | 8          | «Happenstance» «Случайность»                                     | Жан Де Сегонзак | Сара Голдфингер                                                                         | 16 ноября 2006   | 24.11               |
| Две абсолютно одинаковых женщины найдены мертвыми в противоположных концах города. Одна - вундеркинд, самый молодой руководитель газеты, знакомая с многими сильными мира сего. Другая - домохозяйка, любящая жена и мать. Одна повешена, другая застрелена. |            |                                                                  |                 |                                                                                         |                  |                     |
| 150 | 9          | «Living Legend» «Живая легенда»                                  | Марта Кулидж    | История: Кэрол Мендельсон, Дуглас Петри Телесценарий: Дуглас Петри                      | 23 ноября 2006   | 17.17               |
| Мексиканский рыбак находит утонувший автомобиль исчезнувшего рэкетира и шантажиста 70-х Микки Дана. Вскоре после этого посетитель караоке убивает инвалида-колясочника, а чернокожая дамочка душит пожилого мужчину. Казалось бы, что эти преступления никак не связаны, но все жертвы имели отношение к Микки Дану, и ходят слухи, что виной всему его призрак. |            |                                                                  |                 |                                                                                         |                  |                     |
| 151 | 10         | «Loco Motives» «Сумасшедшие побуждения»                          | Кеннет Финк     | Эван Дански, Энтони Зуикер                                                              | 7 декабря 2006   | 23.25               |
| Пытаясь выбросить тело, мужчина застрял в цементе. Похоже, его день не задался. Пожилую женщину нашли с головой в духовке, но Уоррик ставит под сомнение версию суицида. А на птицефабрике обнаружена очередная диорама - ещё один шанс для Гриссома поймать убийцу. |            |                                                                  |                 |                                                                                         |                  |                     |
| 152 | 11         | «Leaving Las Vega» «Покидая Лас-Вегас»                           | Ричард Льюис    | История: Аллен МакДональд, Кэрол Мендельсон Телесценарий: Аллен МакДональд              | 4 января 2007    | 26.12               |
| Гриссом берёт длительный отпуск, так как собирается прочитать курс лекций в университете, и хочет оставить Кэтрин за главную. Но у неё есть важное дело: суд присяжных оправдал опасного убийцу, и теперь Уиллоус и Ник исследуют преступления в маленьких городах, чтоб найти другие жертвы. |            |                                                                  |                 |                                                                                         |                  |                     |
| 153 | 12         | «Sweet Jane» «Сладкая Джейн»                                     | Кеннет Финк     | Кеннет Финк, Нарен Шанкар                                                               | 18 января 2007   | 21.41               |
| Благодаря психологическому подходу Кеплера, криминалиста, заменяющего Гриссома, удается установить нескольких жертв одного убийцы, которых разделяли десятилетия. Не все их дела велись тщательно, некоторые улики утеряны, а маньяк очень аккуратен. И все же эксгумация проливает свет на обстоятельства их гибели, но не на их имена. Если убийца не признается, то они так и будут лежать в могилах под именем Джейн Доу. |            |                                                                  |                 |                                                                                         |                  |                     |
| 154 | 13         | «Redrum» «Убийство»                                              | Марта Кулидж    | История: Ричард Каталини, Дэвид Рэмбо Телесценарий: Жаклин Хойт, Кэрол Мендельсон       | 25 января 2007   | 21.17               |
| Босс требует как можно скорее поймать пустившегося в бега убийцу политического деятеля и активиста по борьбе с наркотиками, и Кеплер предлагает сфальсифицировать место преступления. Сложность в том, что никто не должен об этом знать, поэтому Кэтрин придется врать своим коллегам. Но настоящих профессионалов не так легко обмануть. |            |                                                                  |                 |                                                                                         |                  |                     |
| 155 | 14         | «Meet Market» «Индустрия встреч»                                 | Пэрис Барклай   | Дастин Абрахам                                                                          | 1 февраля 2007   | 21.49               |
| После пожара найден труп, начиненный трубками и зонтиком вместо костей и тканей. А в богатом доме забита женщина, и, если её жизнь так идеальна, как её описывает муж, то почему она регулярно пользовалась эскорт услугами? Хотя, кажется, скелеты в шкафу есть не только у жертвы, но и у новичка Кеплера. |            |                                                                  |                 |                                                                                         |                  |                     |
| 156 | 15         | «Law of Gravity» «Закон тяготения»                               | Ричард Льюис    | История: Ричард Каталини Телесценарий: Ричард Каталини, Кэрол Мендельсон                | 8 февраля 2007   | 22.52               |
| Прошлое преследует Кеплера: жуткие видения и визит неприятного знакомого, который просит об услуге. Более того, этот "приятель" оказывается на месте двойного убийства. Возможно, все закончится плохо, но мы узнаём правду. |            |                                                                  |                 |                                                                                         |                  |                     |
| 157 | 16         | «Monster in the Box» «Монстр в коробке»                          | Джеффри Хант    | Нарен Шанкар, Дуглас Петри                                                              | 15 февраля 2007  | 22.71               |
| После возвращения Гриссом наконец-то разбирает свою почту и обнаруживает посылку с диорамой. Точно воспроизведены все детали: мертвая женщина, кот и газета, датированная завтрашним числом. Того ли человека считали убийцей-миниатюрщиком, и успеют ли органы правопорядка предотвратить преступление? |            |                                                                  |                 |                                                                                         |                  |                     |
| 158 | 17         | «Fallen Idols» «Падшие идолы»                                    | Кристофер Лейтч | Марлен Мейер                                                                            | 22 февраля 2007  | 21.78               |
| "Аборигены отказываются фотографироваться, опасаясь, что камера может украсть их душу. Кто подтвердит, что когда затвор останавливает мгновение, эти примитивные страхи не имеют обоснования?" Пропали два подростка, девочка-чирлидер и звезда школьной баскетбольной команды. Поначалу все предполагают, что они могли сбежать в Мексику, но реальность оказывается куда более трагичной. |            |                                                                  |                 |                                                                                         |                  |                     |
| 159 | 18         | «Empty Eyes» «Пустые глаза»                                      | Майкл Словис    | Аллен МакДональд                                                                        | 29 марта 2007    | 22.71               |
| Убиты шестеро танцовщиц. Это дело становится личным для криминалистов: для Ходжеса, случайно ответившего на звонок матери одной из жертв, для Сары, державшей руку умирающей, для Уоррика, знавшего в детстве одну из девушек. |            |                                                                  |                 |                                                                                         |                  |                     |
| 160 | 19         | «Big Shots» «Выстрелы»                                           | Джефф Вулнаф    | Дастин Абрахам                                                                          | 5 апреля 2007    | 21.69               |
| Команда расследует перестрелку и смерть девушки. И оба дела преподносят сюрпризы. Например, неправильно установленная личность или причастность брата сбитого Грэгом Димитриуса Джеймса (7 сезон 4 эпизод). |            |                                                                  |                 |                                                                                         |                  |                     |
| 161 | 20         | «Lab Rats» «Лабораторные крысы»                                  | Брэд Таненбаум  | История: Сара Голдфингер, Нарен Шанкар Телесценарий: Сара Голдфингер                    | 12 апреля 2007   | 22.18               |
| Пока Гриссом ловит крысу в морге, а остальные криминалисты на вызовах, Ходжес собирает сотрудников лаборатории на мозговой штурм. Он хочет найти убийцу-миниатюрщика, ведь сегодня счастливый день. |            |                                                                  |                 |                                                                                         |                  |                     |
| 162 | 21         | «Ending Happy» «Конец счастливчика»                              | Кеннет Финк     | Эван Дански                                                                             | 26 апреля 2007   | 20.20               |
| В прошлом подающий надежды боксёр по кличке Счастливчик найден мертвым в захолустном борделе. Убитый был настолько неприятным типом, у Брасса есть несколько признаний в совершении преступления, но ни одно из них не соответствует причине смерти. |            |                                                                  |                 |                                                                                         |                  |                     |
| 163 | 22         | «Leapin' Lizards» «Прыгающие ящерицы»                            | Ричард Льюис    | История: Кэрол Мендельсон, Дэвид Рэмбо Телесценарий: Дэвид Рэмбо                        | 3 мая 2007       | 19.02               |
| Во время перестрелки с полицейскими подозреваемый заканчивает жизнь самоубийством. В его доме при обыске находят чучело головы жертвы. Оказывается, преступник принадлежал к людям, считающим, что Землю пытается поработить раса инопланетных ящеров, и эти странные верования мешают криминалистам найти тех, кто ещё причастен к гибели жертвы. |            |                                                                  |                 |                                                                                         |                  |                     |
| 164 | 23         | «The Good, the Bad, and the Dominatrix» «Добро, зло и доминанта» | Алек Смайт      | Жаклин Хойт                                                                             | 10 мая 2007      | 18.75               |
| Уоррик и Ник расследуют наезд на клептоманку, в то время, как остальная команда занимается выяснением обстоятельств удушения давней знакомой мадам Хизер (со 2 сезона 8 серии). Кэтрин уверенна, что у Гриссома с жертвой был роман, о чём и сообщает Саре, и ситуацию отнюдь не разряжает ночь, проведённая Гилом у Хизер. |            |                                                                  |                 |                                                                                         |                  |                     |
| 165 | 24         | «Living Doll» «Живая кукла»                                      | Кеннет Финк     | Сара Гордфингер, Нарен Шанкар                                                           | 17 мая 2007      | 20.45               |
| Последняя серия сезона, в которой команда узнаёт имя убийцы-миниатюрщика и подбираются к нему вплотную. Но они и не догадываются, насколько близко подобрался миниатюрщик к ним. |            |                                                                  |                 |                                                                                         |                  |                     |

### Сезон 8 (2007—2008)
| № общий | № в сезоне | Название                                                        | Режиссёр                  | Автор сценария                                                                         | Дата премьеры    | Зрители в США (млн) |
| --- | ---------- | --------------------------------------------------------------- | ------------------------- | -------------------------------------------------------------------------------------- | ---------------- | ------------------- |
| 166 | 1          | «Dead Doll» «Мёртвая кукла»                                     | Кеннет Финк               | История: Нарен Шанкар Телесценарий: Аллен МакДональд, Дастин Абрахам                   | 27 сентября 2007 | 25.22               |
| Сара похищена, и от проницательности команды зависит выживет она или нет. |            |                                                                 |                           |                                                                                        |                  |                     |
| 167 | 2          | «A La Cart» «Карт»                                              | Ричард Льюис              | Сара Голдфингер, Ричард Каталини                                                       | 4 октября 2007   | 20.97               |
| Из-за отношений Сары и Гила Экли начал административное разбирательство. Ник и Грэг расследуют дело о парне, от которого поначалу осталась только голова, а Кэтрин и Уоррик — смерть владельца журнала для взрослых в ресторане, где еду подают и пробуют в темноте. |            |                                                                 |                           |                                                                                        |                  |                     |
| 168 | 3          | «Go to Hell» «Отправляйся в ад»                                 | Джеффри Хант              | Дуглас Петри                                                                           | 11 октября 2007  | 19.79               |
| Священник из местной церкви на проповеди утверждает, что Вегас — это ад на земле. Отпечатки его пальцев есть в базе, так как он является преступником-педофилом, и именно их находят на месте убийства мужа и жены, чья дочь пропала. Сара натаскивает новенькую в расследовании смерти бездомного. А Гриссома беспокоит распад колоний пчёл. |            |                                                                 |                           |                                                                                        |                  |                     |
| 169 | 4          | «The Case of the Cross-Dressing Carp» «Дело об обоеполом карпе» | Алек Смайт                | Дэвид Рэмбо, Жаклин Хойт                                                               | 18 октября 2007  | 21.22               |
| Вода, которую мы пьём, моемся, поливаем цветы, ловим рыбу, может таить опасность. На берегу озера найден повешенный парень с женскими вторичными половыми признаками. Почему никто не знал о его решении сменить пол, и откуда он брал гормоны — вот вопросы, которые выведут убийцу на чистую воду. Сара пытается узнать, откуда в пустыне на месте старого казино появился труп индейца. |            |                                                                 |                           |                                                                                        |                  |                     |
| 170 | 5          | «The Chick Chop Flick Shop» «Съёмочная площадка фильма ужасов»  | Ричард Льюис              | Эван Дански                                                                            | 1 ноября 2007    | 19.06               |
| Брасса вызывают на съёмочную площадку фильма ужасов, где было совершено незаконное проникновение, и пропала звезда студии «Отвращение». Актрису вскоре находят, но мертвой с гигантским топором в спине. А для новенького криминалиста Ронни посещение съёмочной площадки превращается в фильм ужасов. |            |                                                                 |                           |                                                                                        |                  |                     |
| 171 | 6          | «Who and What» «Кто и что»                                      | Кеннет Финк, Дэнни Кэннон | История: Кэрол Мендельсон, Нарен Шанкар Телесценарий: Ричард Каталини, Дэнни Кэннон    | 8 ноября 2007    | 21.94               |
| Совершено зверское убийство женщины и ребёнка, и ключевой уликой является кровавый отпечаток руки. Команда криминалистов прибыла на место, но работать они не могут — вот уже несколько часов ждут агента ФБР, который занимался аналогичным делом в Нью-Йорке, где был похищен ребёнок. |            |                                                                 |                           |                                                                                        |                  |                     |
| 172 | 7          | «Goodbye and Good Luck» «Прощай и удачи»                        | Кеннет Финк               | История: Сара Голдфингер, Аллен МакДональд Телесценарий: Сара Голдфингер, Нарен Шанкар | 15 ноября 2007   | 21.37               |
| Что-то происходит с Сарой. Она грустна и задумчива, а когда на вызове муж набрасывается на жену, Сара впадает в оцепенение. Масло в огонь подливает то, что выброшенная в окно девушка связана с давним подозреваемым и его слишком умной младшей сестрой, желающий бросить вызов команде. |            |                                                                 |                           |                                                                                        |                  |                     |
| 173 | 8          | «You Kill Me» «Ты убил меня»                                    | Пэрис Барклай             | История: Сара Голдфингер, Нарен Шанкар Телесценарий: Сара Голдфингер, Дуглас Петри     | 22 ноября 2007   | 14.75               |
| Вся команда беспокоится за Гриссома, в то время как лаборанты играют в детективную игру, придуманную Ходжесом. Её суть заключается в том, то ведущий рассказывает о преступлении и уликах, а игроки пытаются вычислить убийцу. |            |                                                                 |                           |                                                                                        |                  |                     |
| 174 | 9          | «Cockroaches» «Тараканы»                                        | Уильям Фридкин            | Дастин Абрахам                                                                         | 6 декабря 2007   | 18.80               |
| Водителя мусоровоза, которого преследуют копы, сбивает машина. Среди выпавших из кузова отходов находят труп. Уоррик опаздывает на место преступления из-за неприятностей с разводом. Он уже несколько месяцев сидит на снотворных и стимулянтах, и, как только узнаёт, что дела связано с рэкетирами, сравниваемыми им с тараканами, решает погрузиться в это дело с головой. Уоррик пытается добиться ордера, допрашивает несговорчивых свидетелей, следит за стрип-клубом подозреваемого, но это только приумножает его проблемы.                                                   |            |                                                                 |                           |                                                                                        |                  |                     |
| 175 | 10         | «Lying Down with Dogs» «Лежащая с собаками»                     | Майкл Словис              | Кристофер Барбор, Майкл Дейли                                                          | 13 декабря 2007  | 19.87               |
| Уоррика допрашивают, но он не теряет надежды разобраться с делом, так как уверен, что знает настоящего преступника. В это время команда занята поиском убийцы женщины, награждённой призом как гуманитарий года. Её тело найдено на незаконной свалке вместе с многочисленными трупами собак, ДНК одной из которых приводит криминалистов к человеку, устраивавшему незаконные собачьи бои, и в приют для животных. |            |                                                                 |                           |                                                                                        |                  |                     |
| 176 | 11         | «Bull» «Бык»                                                    | Ричард Льюис              | История: Стивен Фелдер, Дэвид Рэмбо Телесценарий: Дэвид Рэмбо                          | 10 января 2008   | 18.18               |
| После родео ковбоя находят мёртвым. У него перелом позвоночника, возможно вызванный падением с быка. И все бы было просто, если бы вскоре не найден был труп бывшей подружки этого ковбоя, сбитой его же машиной; девушка решила бросить работу проститутки ради скорого замужества. И это не последний труп, связанный с делом. |            |                                                                 |                           |                                                                                        |                  |                     |
| 177 | 12         | «Grissom's Divine Comedy» «Божественная комедия Гриссома»       | Ричард Льюис              | История: Жаклин Хойт, Кэрол Мендельсон Телесценарий: Жаклин Хойт                       | 3 апреля 2008    | 20.58               |
| Найден сгоревший труп важного свидетеля по делу лидера банды. Прокурор, которая некогда помогла криминалистам в их предыдущих делах, требует личного присутствия Гриссома, но тот болен. Команде надо как можно скорее установить причину смерти, найти улики, доказывающие вину опасного подозреваемого, а также понять, как арестованный отдаёт приказы из одиночной камеры. |            |                                                                 |                           |                                                                                        |                  |                     |
| 178 | 13         | «A Thousand Days on Earth» «Тысяча дней на Земле»               | Кеннет Финк               | Эван Дански                                                                            | 10 апреля 2008   | 20.09               |
| После шутки про аборт стендап-комик находит тело девочки на парковке. Она похожа на ангела и сжимает в руках икону. Криминалисты устанавливают, что цвет волос девочки изменён на белокурый, а локоны завиты. Дело приобретает общественный резонанс, и к месту обнаружения тела люди несут цветы. В надежде, что убийца или родители девочки придут к такому импровизированному алтарю, Уоррик и Ник устанавливают скрытую камеру слежения. А Брасс и Кэтрин допрашивают имеющего отношение к делу бывшего преступника, который умоляет не раскрывать его настоящую личность невесте. |            |                                                                 |                           |                                                                                        |                  |                     |
| 179 | 14         | «Drops' Out» «Дропс на свободе»                                 | Джеффри Хант              | История: Дастин Абрахам, Нарен Шанкар Телесценарий: Дастин Абрахам, Аллен МакДональд   | 24 апреля 2008   | 17.02               |
| Девушка заходит в квартиру, и её расстреливают. Убитой оказывается не только она, но и её вероятно подслушивавшая соседка сверху. Жертв объединяет и то, что обе жили в квартирах, принадлежащих Дропсу, преступнику, отбывающему наказание в тюрьме. Улики указывают на беременную подружку Дропса, и за ней уже тянется кровавый след. Именно поэтому для её скорейшей поимки Брасс и Ник соглашаются принять помощь Дропса и выпускают его на свободу. |            |                                                                 |                           |                                                                                        |                  |                     |
| 180 | 15         | «The Theory of Everything» «Теория всего»                       | Кристофер Лейтч           | История: Кэрол Мендельсон, Дэвид Рэмбо Телесценарий: Дэвид Рэмбо, Дуглас Петри         | 1 мая 2008       | 18.01               |
| Эвелина ежедневно приходит в полицейское управление. Она утверждает, что всё связано невидимыми струнами, и чтобы они не читали её мысли, носит костюм из фольги. Меж тем в стельку пьяный мужчина, сбивший оленя и нарядивший его в платье, загорается при попытке бегства от полиции. Вскоре Эвелину, появившуюся из вспышки света, сбивает грузовик, и её кровь оказывается зелёной. А Кэтрин пытается узнать, как можно жить долго и умереть в один день. Могут ли все эти преступления быть связаны невидимыми струнами?                                                          |            |                                                                 |                           |                                                                                        |                  |                     |
| 181 | 16         | «Two and a Half Deaths» «Две с половиной смерти»                | Алек Смайт                | Чак Лорри, Ли Аронсон                                                                  | 8 мая 2008       | 18.07               |
| Стервозную звезду ситкома убивают в её номере. Вскоре в аварии на съёмке погибает и её дублёрша. |            |                                                                 |                           |                                                                                        |                  |                     |
| 182 | 17         | «For Gedda» «За Гедду»                                          | Кеннет Финк               | История: Дастин Абрахам, Кеннет Финк Телесценарий: Дастин Абрахам, Ричард Каталини     | 15 мая 2008      | 18.06               |
| В развалившемся на похоронах гробу найдено второе тело, принадлежавшее детективу, которого Уоррик нанял следить за Геддой (8 сезон 9 серия). Чуть позже и самого криминалиста находят на месте убийства Гедды. Похоже, в отделе кто-то работал на мафиози, и пора узнать его имя. |            |                                                                 |                           |                                                                                        |                  |                     |

### Сезон 9 (2008—2009)
| № общий | № в сезоне | Название                                                              | Режиссёр        | Автор сценария                                                                   | Дата премьеры   | Зрители в США (млн) |
| --- | ---------- | --------------------------------------------------------------------- | --------------- | -------------------------------------------------------------------------------- | --------------- | ------------------- |
| 183 | 1          | «For Warrick» «За Уоррика»                                            | Ричард Льюис    | История: Кэрол Мендельсон Телесценарий: Аллен МакДональд, Ричард Льюис           | 9 октября 2008  | 23.49               |
| Криминалисты расследуют убийство Уоррика и вскоре понимают, что описание событий, данное МакКином, не соответствует картине преступления. Теперь следствие, которое ведёт команда Гриссома, становится тайным. |            |                                                                       |                 |                                                                                  |                 |                     |
| 184 | 2          | «The Happy Place» «Счастливое место»                                  | Нейтан Хоуп     | Сара Голдфингер                                                                  | 16 октября 2008 | 19.28               |
| Девушка в бикини выбросилась с балкона. Пытаясь найти причину предполагаемого самоубийства, Кэтрин узнаёт, что покойная пыталась похудеть, готовясь к скорой свадьбе, и потеряла работу в банке из-за того, что, сама не помня как, отдала клиенту всю наличность из кассы. Похожее странное ограбление произошло и с другой уволенной девушкой. Сара пытается помочь мужу жертвы изнасилования, которую тот отключил от аппарата жизнеобеспечения, утверждая, что насильник все ещё угрожал ей. Криминалисты также разыскивают убийцу женщины, которая работала школьным психологом и спускала все свои деньги в казино. |            |                                                                       |                 |                                                                                  |                 |                     |
| 185 | 3          | «Art Imitates Life» «Искусство подражает жизни»                       | Кеннет Финк     | Эван Дански                                                                      | 23 октября 2008 | 19.49               |
| Найденные трупы очень похожи на живых людей: девушка, которая держится за фонарь, лежащий на лавочке спортсмен, бизнесмен, который ловит такси и даже пара пенсионеров, наблюдающих за птицами. Кто-то назовет это искусством, а кто-то убийством. |            |                                                                       |                 |                                                                                  |                 |                     |
| 186 | 4          | «Let It Bleed» «Кровопускание»                                        | Брэд Таненбаум  | Коринн Меринан                                                                   | 30 октября 2008 | 19.10               |
| Когда грабитель, которого преследовал Ник, разбился, спрыгнув из окна в мусорный контейнер, там обнаружилось второе тело, принадлежавшее любимой дочери мексиканского мафиози. Накануне она пошла в ночной клуб с подругой в поисках наркотиков. |            |                                                                       |                 |                                                                                  |                 |                     |
| 187 | 5          | «Leave Out All the Rest» «Не учитывая всё остальное»                  | Кеннет Финк     | Жаклин Хойт                                                                      | 6 ноября 2008   | 18.18               |
| Найдены останки мужчины. Перед смертью его пытали, и Гриссом, подозревая БДСМ, обращается за консультацией к мадам Хезер. Вскоре обнаруживают и сгоревший труп главного подозреваемого - девушки убитого, а Хезер понимает, что Гилу нужен скорее друг, чем эксперт. |            |                                                                       |                 |                                                                                  |                 |                     |
| 188 | 6          | «Say Uncle» «Скажи дяде»                                              | Ричард Льюис    | Дастин Абрахам                                                                   | 13 ноября 2008  | 19.05               |
| В корейском квартале совершено двойное убийство. Расследование осложняется языковым барьером и нежеланием говорить потенциальных свидетелей, но все же удается установить, что на месте преступления в непосредственной близости был больной ВИЧ ребёнок, и он пропал. |            |                                                                       |                 |                                                                                  |                 |                     |
| 189 | 7          | «Woulda, Coulda, Shoulda» «Если бы, если бы, если бы»                 | Брэд Таненбаум  | История: Нарен Шанкар, Аллен МакДональд Телесценарий: Аллен МакДональд           | 20 ноября 2008  | 18.45               |
| Спасая девочку, на жизнь которой было совершено покушение, парамедики затоптали все место преступления. Её матери помочь уже не смогли. Однако у полиции все равно есть подозреваемый - отец семейства, ранее проходивший по делу об убийстве частного детектива, который следил за ним. Ник и Ходжес вспомнили свои школьные проделки, расследуя аварию с участием подростков-бейсболистов. Гриссома просят выступить на суде по делу убийцы-миниатюрщика (8 сезон 1 серия), и он соглашается, желая понять, могут ли люди меняться. |            |                                                                       |                 |                                                                                  |                 |                     |
| 190 | 8          | «Young Man with a Horn» «Юноша с рогом»                               | Джеффри Хант    | Дэвид Рэмбо                                                                      | 4 декабря 2008  | 17.48               |
| Убийство финалистки вокального конкурса приводит криминалистов в одно из легендарных казино Лас-Вегаса, куда впервые стали пускать белых и чёрных посетителей. Многие годы оно простояло закрытым после того, как его хозяин был убит. Похоже, настало время пересмотреть итоги того старого дела. |            |                                                                       |                 |                                                                                  |                 |                     |
| 191 | 9          | «19 Down» «Ниже на 19 этажей»                                         | Кеннет Финк     | Кэрол Мендельсон, Нарен Шанкар                                                   | 11 декабря 2008 | 20.86               |
| Гриссом сообщает команде о своём уходе из криминалистики. А найденный в пакете труп приводит экспертов к целой серии преступлений, в их числе дело заключённого маньяка, убивавшего парочки, и недавнее расследование Гриссома (сезон 9 эпизод 5). Возможно, Гилу ещё рано уходить. |            |                                                                       |                 |                                                                                  |                 |                     |
| 192 | 10         | «One to Go» «Путь одиночки»                                           | Алек Смайт      | Кэрол Мендельсон, Нарен Шанкар                                                   | 15 января 2009  | 24.25               |
| Полиция пытается вычислить имя сообщника серийного убийцы. Они надеются, что похищенная им девушка ещё жива. Гриссом привлекает к расследованию профессора Лэнгстона. |            |                                                                       |                 |                                                                                  |                 |                     |
| 193 | 11         | «The Grave Shift» «Убойная смена»                                     | Ричард Льюис    | Брэдли Томпсон, Дэвид Уиддл                                                      | 22 января 2009  | 17.57               |
| У профессора Лэнгстона непростой первый день в качестве криминалиста. Тут и ограбление, и взрыв, и убийство. |            |                                                                       |                 |                                                                                  |                 |                     |
| 194 | 12         | «Disarmed and Dangerous» «Разоружён и опасен»                         | Кеннет Финк     | Эван Дански, Дастин Абрахам                                                      | 29 января 2009  | 20.15               |
| Незадачливый велосипедист пытается попасть в туалет на заправке, а становится свидетелем преступления. По его словам, убийца похож на Халка, и криминалисты слоны ему верить, так как рука мертвого агента ФБР зверски вырвана из тела. Но стоит только полиции подобраться к подозреваемому, как тот заявляет, что они самозванцы, а их оружие и значки подделка. |            |                                                                       |                 |                                                                                  |                 |                     |
| 195 | 13         | «Deep Fried and Minty Fresh» «Глубоко прожаренный с мятной свежестью» | Алек Смайт      | Сара Голдфингер, Коринн Меринан                                                  | 12 февраля 2009 | 17.94               |
| Группа неизвестных разбила витрину закусочной рекламной фигурой петушка. Внутри криминалисты обнаружили мёртвое тело и признаки присутствия посторонних. Жена риэлтора найдена мертвой и прикованной наручниками к кровати, её муж мертвецки пьяным, а в мусорном ведре - мятная зубная паста. |            |                                                                       |                 |                                                                                  |                 |                     |
| 196 | 14         | «Miscarriage of Justice» «Судебная ошибка»                            | Луис Милито     | Жаклин Хойт, Ричард Каталини                                                     | 19 февраля 2009 | 16.92               |
| Лэнгстон впервые даёт показания в суде. Обвиняемый - сенатор, убивший свою любовницу. Единственное загвоздка в том, что пистолет не найден. Внезапно раздается выстрел - это помощник сенатора совершает самоубийство вероятным орудием преступления. |            |                                                                       |                 |                                                                                  |                 |                     |
| 197 | 15         | «Kill Me if You Can» «Убей меня, если сможешь»                        | Нейтан Хоуп     | История: Брэдли Томпсон, Дэвид Уиддл Телесценарий: Аллен МакДональд              | 26 февраля 2009 | 17.72               |
| Труп частного детектива в машине, труп девушки в мотеле, труп богатого коллекционера античности в бассейне - между ними есть таинственная связь, которую и предстоит установить криминалистам. |            |                                                                       |                 |                                                                                  |                 |                     |
| 198 | 16         | «Turn, Turn, Turn» «Поворот, поворот, поворот»                        | Ричард Льюис    | Том Муларз                                                                       | 5 марта 2009    | 20.88               |
| Ник встречает свой день рождения на работе. Он знал убитую девушку-подростка, дочь управляющего отеля. Они встретились впервые во время расследования убийства одного из постояльцев. Потом - когда её лучшая подруга заявила об изнасиловании. Затем при расследовании передозировки. Теперь она сама мертва. |            |                                                                       |                 |                                                                                  |                 |                     |
| 199 | 17         | «No Way Out» «Нет выхода»                                             | Алек Смайт      | Фульвия Чарльз-Линдсей                                                           | 12 марта 2009   | 17.13               |
| После учений команда криминалистов получает вызов на место преступления. Перестрелка на улице повлекла за собой несколько смертей, в том числе маленького мальчика, и, несмотря на все старания Грэга, отец ребёнка безутешен. Но команду Кэтрин ждёт ещё одно испытание - Лэнгстон и Райли захвачены преступниками. |            |                                                                       |                 |                                                                                  |                 |                     |
| 200 | 18         | «Mascara» «Тушь»                                                      | Уилльям Фредкин | История: Дастин Абрахам, Нарен Шанкар Телесценарий: Дастин Абрахам               | 2 апреля 2009   | 14.63               |
| Возможно, не стоило бывшей студентке Лэнгстона напиваться до чертиков во время боев без правил. Злой дух забрал её жизнь, и теперь расследование, которое она вела, продолжит профессор. |            |                                                                       |                 |                                                                                  |                 |                     |
| 201 | 19         | «The Descent of Man» «Происхождение человека»                         | Кристофер Лейтч | Эван Дански                                                                      | 9 апреля 2009   | 16.63               |
| Криминалисты расследуют покушение на парашютиста, чей парашют не раскрылся, и смерть двух бизнесменов, после которой госпитализировали всех, кто приближался к месту преступления. Любитель орнитологии (9 сезон 3 серия) решил переквалифицироваться в фотографа-пейзажиста, но и тут, в пустыне, нашел труп "святого Стивена", искавшего мудрости в словах кассирш и проповедовавшего в кофейнях. |            |                                                                       |                 |                                                                                  |                 |                     |
| 202 | 20         | «A Space Oddity» «Космическая причуда»                                | Майкл Нанкин    | История: Нарен Шанкар Телесценарий: Брэдли Томпсон, Дэвид Уиддл                  | 16 апреля 2009  | 15.72               |
| На конвенции, посвящённой фантастическому сериалу про космос, встречаются Ходжес и Симмс, и происходит убийство автора ремейка. Во время расследования Дэвид рассеян, потому что фантазирует о Уэнди. |            |                                                                       |                 |                                                                                  |                 |                     |
| 203 | 21         | «If I Had a Hammer...» «Если б у меня был молоток...»                 | Брэд Таненбаум  | История: Дэниель Стик Телесценарий: Аллен МакДональд, Коринн Меринан             | 23 апреля 2009  | 14.64               |
| Первое дело Кетрин, которое она расследует соло. В своём доме, при ограблении, убит старик. Обвинённый в этом преступлении Джереми Кент, 18 лет находившийся в тюрьме и изучавший закон, требует нового расследования. При первичном осмотре места преступления Кетрин не нашла орудия убийства, а теперь дом убитого снесен. Удастся ли теперь, 18 лет спустя, криминалистам доказать невиновность Кента? Или он все же причастен? Дело становится интересней, когда выясняется, что преступник был не один. |            |                                                                       |                 |                                                                                  |                 |                     |
| 204 | 22         | «The Gone Dead Train» «Смерть в угнанном поезде»                      | Алек Смайт      | Жаклин Хойт                                                                      | 30 апреля 2009  | 15.54               |
| Альберт Роббинс повторно вскрывает тело парня, причина смерти которого неизвестна. Немного позже умирает его мать и это уже четвёртая жертва, умершая неизвестно почему. За это дело берутся Ник и доктор Лэнгстон, так как Кетрин укусила женщина, умершая последней. Вскоре выясняется, что все жертвы умерли от бешенства, и под подозрением владелец студии тату, который раньше работал врачом, а позднее патологоанатомом. Но команда выясняет, что в смертях от бешенства виновны люди из прошлого доктора, находившиеся рядом с ним и мстящие ему за роковую ошибку, стоившую жизни их любимого человека. Грег и Райли расследуют дело девушки, которую нашли в крови и в нижнем бельё под машиной. Она состояла в клубе девушек, которые худеют ради конкурса. Криминалистам придется выяснить на что готовы дамы завидуя сброшенным килограммам "подруги". |            |                                                                       |                 |                                                                                  |                 |                     |
| 205 | 23         | «Hog Heaven» «Высокие небеса»                                         | Ричард Льюис    | Дэвид Рэмбо                                                                      | 7 мая 2009      | 14.91               |
| Байкер, которого жестоко зарезали в байкерском баре, оказывается агентом под прикрытием. |            |                                                                       |                 |                                                                                  |                 |                     |
| 206 | 24         | «All In» «Ва-банк»                                                    | Алек Смайт      | История: Филлип Шенклер, Нарен Шанкар Телесценарий: Эван Дански, Ричард Каталини | 14 мая 2009     | 14.81               |
| Лэнгстон расследует убийство, связанное с обнаружением редких ценных фишек из легендарного казино 1980-х годов. |            |                                                                       |                 |                                                                                  |                 |                     |

### Сезон 10 (2009—2010)
| № общий | № в сезоне | Название                                              | Режиссёр        | Автор сценария                                                                | Дата премьеры    | Зрители в США (млн) |
| ------- | ---------- | ----------------------------------------------------- | --------------- | ----------------------------------------------------------------------------- | ---------------- | ------------------- |
| 207     | 1          | «Family Affair» «Семейное дело»                       | Кеннет Финк     | История: Нарен Шанкар Телесценарий: Брэдли Томпсон, Дэвид Уиддл               | 24 сентября 2009 | 16.04               |
| 208     | 2          | «Ghost Town» «Башня призраков»                        | Алек Смайт      | История: Дастин Абрахам, Кэрол Мендельсон Телесценарий: Дастин Абрахам        | 1 октября 2009   | 15.94               |
| 209     | 3          | «Working Stiffs» «Жёсткая работа»                     | Нарен Шанкар    | Нарен Шанкар                                                                  | 6 октября 2009   | 14.90               |
| 210     | 4          | «Coup de Grace» «Смертельный удар»                    | Пэрис Барклай   | История: Дэвид Рэмбо, Ричард Каталини Телесценарий: Дэвид Рэмбо               | 15 октября 2009  | 15.37               |
| 211     | 5          | «Bloodsport» «Кровавый спорт»                         | Джеффри Хант    | Аллен МакДональд                                                              | 29 октября 2009  | 15.24               |
| 212     | 6          | «Death and the Maiden» «Смерть и дева»                | Брэд Таненбаум  | Жаклин Хойт                                                                   | 5 ноября 2009    | 15.60               |
| 213     | 7          | «The Lost Girls» «Потерявшиеся девочки»               | Алек Смайт      | Брэдли Томпсон, Дэвид Уиддл                                                   | 12 ноября 2009   | 17.38               |
| 214     | 8          | «Lover's Lanes» «Переулок любовников»                 | Эндрю Бернштейн | Дастин Абрахам                                                                | 19 ноября 2009   | 14.91               |
| 215     | 9          | «Appendicitement» «Аппендицитомания»                  | Кеннет Финк     | Эван Дански                                                                   | 10 декабря 2009  | 16.43               |
| 216     | 10         | «Better Off Dead» «Лучше уж умереть»                  | Джеффри Хант    | История: Ричард Каталини, Том Муларз Телесценарий: Коринн Меринан, Том Муларз | 17 декабря 2009  | 15.58               |
| 217     | 11         | «Sin City Blue» «Грусть в городе греха»               | Луис Шоу Милито | История: Дэниель Стик Телесценарий: Дэвид Рэмбо, Жаклин Хойт                  | 14 января 2010   | 15.33               |
| 218     | 12         | «Long Ball» «Дальний удар»                            | Алек Смайт      | Кристофер Барбор                                                              | 21 января 2010   | 14.29               |
| 219     | 13         | «Internal Combustion» «Внутреннее сгорание»           | Брэд Таненбаум  | Дженнифер Левин                                                               | 4 февраля 2010   | 14.49               |
| 220     | 14         | «Unshockable» «Невозмутимый»                          | Кеннет Финк     | Майкл Фрост Бекнер                                                            | 4 марта 2010     | 15.59               |
| 221     | 15         | «Neverland» «Неверлэнд»                               | Алек Смайт      | Том Муларз                                                                    | 11 марта 2010    | 15.25               |
| 222     | 16         | «The Panty Sniffer» «Штаны наркомана»                 | Луис Шоу Милито | История: Ричард Каталини, Жаклин Хойт Телесценарий: Жаклин Хойт               | 1 апреля 2010    | 13.35               |
| 223     | 17         | «Irradiator» «Облучатель»                             | Майкл Нанкин    | Брэдли Томпсон, Дэвид Уиддл                                                   | 8 апреля 2010    | 14.97               |
| 224     | 18         | «Field Mice» «Полевые мыши»                           | Брэд Таненбаум  | История: Уиллис Ланхэм, Лиз Уиззи Телесценарий: Нарен Шанкар, Дженифер Левин  | 15 апреля 2010   | 13.19               |
| 225     | 19         | «World's End» «Конец света»                           | Алек Смайт      | Эван Дански                                                                   | 22 апреля 2010   | 13.35               |
| 226     | 20         | «Take My Life, Please» «Забери мою жизнь, пожалуйста» | Марта Кулидж    | Дэвид Рэмбо, Дастин Абрахам                                                   | 29 апреля 2010   | 13.63               |
| 227     | 21         | «Lost & Found» «Утраченное и обретённое»              | Фрэнк Валдек    | Коринн Меринан, Элизабет Дивайн                                               | 6 мая 2010       | 14.15               |
| 228     | 22         | «Doctor Who (Part 1)» «Доктор Кто»                    | Джеффри Хант    | Том Муларз                                                                    | 13 мая 2010      | 13.42               |
| 229     | 23         | «Meat Jekyll (Part 2)» «Мясной Джекилл»               | Алек Смайт      | История: Нарен Шанкар Телесценарий: Эван Дански                               | 20 мая 2010      | 14.35               |

### Сезон 11 (2010—2011)
| № общий | № в сезоне | Название                                                         | Режиссёр        | Автор сценария                                                       | Дата премьеры    | Зрители в США (млн) |
| --- | ---------- | ---------------------------------------------------------------- | --------------- | -------------------------------------------------------------------- | ---------------- | ------------------- |
| 230 | 1          | «Shock Waves» «Ударная волна»                                    | Алек Смайт      | Брэдли Томпсон, Дэвид Уиддл                                          | 23 сентября 2010 | 14.69               |
| Рэй Лэнгстон борется за свою жизнь после того, как психопат Нейт Хаскелл ( Билл Ирвин ) нанес ему ножевое ранение после того, как он помог Рэю и криминалистам раскрыть дело доктора Джекила. Но во время выздоровления Рэй удаленно работает из больницы над своим следующим делом: он и другие криминалисты пытаются поймать антиправительственного террориста, ответственного за серию взрывов на похоронах полицейского, убитого доктором Джекиллом. (Гость снялся в роли Джастина Бибера в роли Джейсона Макканна.) |            |                                                                  |                 |                                                                      |                  |                     |
| 231 | 2          | «Pool Shark» «Бассейн с акулой»                                  | Майкл Нанкин    | Дастин Абрахам                                                       | 30 сентября 2010 | 13.41               |
| На женщину напала акула в бассейне дневного клуба казино Golden Nugget . Владелец Golden Nugget ( Эллиот Гулд ) подозревал, что конкурирующее казино устроило убийство, чтобы привлечь клиентов в свое казино; поскольку он и покойный Сэм Браун были соперниками, он был расстроен, когда узнал, что Кэтрин расследует это дело. Позже аквалангист был найден мертвым от отравления угарным газом в аквариуме другого казино; Кэтрин подозревала, что оба случая связаны между собой. Кроме того, Венди уходит из лаборатории CSI, чтобы занять аналогичную должность в Портленде, штат Орегон , оставив прощание с Ходжесом напоследок                                                               |            |                                                                  |                 |                                                                      |                  |                     |
| 232 | 3          | «Blood Moon» «Кровавая луна»                                     | Брэд Таненбаум  | Трина Хэнкок, Мелисса Байер                                          | 7 октября 2010   | 12.50               |
| После того, как CSI обнаружили члена Культа вампиров, привязанного к забору с множественными ножевыми ранениями и его отсечённой головой на пике, Рэй и Ник погружаются в мир вероучений и легендарного соперничества между вампирами и оборотнями, поскольку они выясняют, речь шла не о мифологическом фанатизме. |            |                                                                  |                 |                                                                      |                  |                     |
| 233 | 4          | «Sqweegel» «Скьювигель»                                          | Джеффри Хант    | История: Энтони Зуикер Телесценарий: Энтони Зуикер, Кэрол Мендельсон | 14 октября 2010  | 14.45               |
| Основанный на первом романе 26-го уровня « Темное происхождение» (написанном в соавторстве с Энтони Э. Зуикером и Дуэйном Сверчински), Сквигель — серийный убийца, не подлежащий судебной экспертизе, который убивает людей, у которых есть секреты, и пытается заставить их признаться в том, что они сделали. чтобы остаться в живых. Одной из таких жертв была светская львица Марго Уилтон ( Энн-Маргрет ), которая много лет скрывала свою темную тайну, связанную с её умершим сыном. Хотя последняя атака предотвращена, Сквигель убегает, и дело остается нераскрытым. |            |                                                                  |                 |                                                                      |                  |                     |
| 234 | 5          | «House of Hoarders» «Дом запасливого человека»                   | Алек Смайт      | Кристофер Барбур                                                     | 21 октября 2010  | 14.96               |
| Ник и Сара исследуют разложившееся тело в доме скряги. Однако вскоре они обнаружили, что за эти годы его обитатели накопили ещё четыре трупа. |            |                                                                  |                 |                                                                      |                  |                     |
| 235 | 6          | «Cold Blooded» «Холодная кровь»                                  | Луис Шоу Милито | Том Муларз                                                           | 28 октября 2010  | 14.27               |
| Тело студента колледжа найдено в пустыне и, по-видимому, было проколото зубами динозавра, которые, как позже выяснилось, произошли от зубов аниматронного тираннозавра в гастрольной живой постановке «Прогулки с динозаврами » . Между тем, стрельба в бизнесмена приводит CSI к двум убийствам подростков, которые произошли пять лет назад, и пропаже девушки с выкупом, но нет гарантии, что её найдут живой. |            |                                                                  |                 |                                                                      |                  |                     |
| 236 | 7          | «Bump and Grind» «Ударить и размельчить»                         | Майкл Нанкин    | Дон МакГилл                                                          | 4 ноября 2010    | 13.96               |
| CSI пытаются собрать тело после того, как оно буквально измельчено в промышленном измельчителе. Собирая «части», они обнаружили, что жертва в последний раз ела уникальную похлебку из моллюсков, состоящую из моллюсков, моркови, сельдерея и человеческого уха, с нарезанными кредитными картами в качестве гарнира. «Украшение» было получено обманным путем на имя бизнесмена из Лас-Вегаса, который управляет службой по борьбе с мошенничеством. Кроме того, Рэй получает фасоль и письмо «думаю о тебе» от Нейта Хаскелла, что вызывает у Рэя обиду после нападения. |            |                                                                  |                 |                                                                      |                  |                     |
| 237 | 8          | «Fracked» «Гидроразрыв»                                          | Марта Кулидж    | Брэдли Томпсон, Дэвид Уиддл                                          | 11 ноября 2010   | 12.99               |
| Группа подростков, купаясь в местном пруду, заметила ужасный запах, исходящий из воды, незадолго до того, как обнаружила всплывающее мертвое тело. Он был одним из нескольких источников газетной статьи о гидроразрыве пласта и незаконном сбросе природного газа, который был найден мертвым в ходе расследования CSI. Другой подозреваемый сгорел заживо после того, как бросил зажженную сигарету в колодец, не зная, что вода была насыщена метаном . Убийца найден мертвым, жертвой наезда, и они не могут найти, кто это сделал, оставив дело нераскрытым. Одна из свидетелей преступления, со слабым здоровьем, была непреклонна в публикации своих выводов, основанных на том, что она нашла. |            |                                                                  |                 |                                                                      |                  |                     |
| 238 | 9          | «Wild Life» «Дикая страсть»                                      | Чарльз Хайд     | Трина Хэнкок, Мелисса Байер                                          | 18 ноября 2010   | 14.15               |
| Рэй, Кэтрин и Ник пытаются выяснить, было ли это убийством или самоубийством, когда человека находят мертвым после падения с верхнего этажа отеля Eclipse; две молодые женщины, которые искали «подходящих холостяков», были свидетелями, но также и подозреваемыми. На другом конце города Сара и Грег расследуют случай, когда пожилая женщина провалилась сквозь стол, а её муж умер в душе; единственные два свидетеля преступления - несговорчивый кот и попугай, который не мог говорить - по крайней мере, они так думали. |            |                                                                  |                 |                                                                      |                  |                     |
| 239 | 10         | «418/427» «Код всеобщей полицейской тревоги»                     | Фрэнк Валдек    | Майкл Фрост Бекнер                                                   | 9 декабря 2010   | 13.17               |
| Женщина с ребёнком явно нервничает, делая покупки на кассе. Как только она выходит из магазина, её убивают, а маленькая дочка оказывается похищенной. В связи с этим объявлена всеобщая полицейская тревога, и ситуация только усугубляется, когда выясняется, что в деле может быть замешан маньяк-педофил, которого отец похищенной девочки пытался посадить в тюрьму. |            |                                                                  |                 |                                                                      |                  |                     |
| 240 | 11         | «Man Up» «Слово мужчины»                                         | Алек Смайт      | Майкл Дейли                                                          | 6 января 2011    | 14.22               |
| Грэг находит в интернете фотографию места преступления, однако Ник утверждает, что это постановочное фото. Прибыв на место, криминалисты понимают, что произошло убийство проститутки, однако детали фотографии с сайта не с совпадают с реальной картиной. Расстроенный из-за расставания с Уэнди Ходжес купил себе мотоцикл и обнаружил на нем кровь. Теперь он ведёт собственное расследование. |            |                                                                  |                 |                                                                      |                  |                     |
| 241 | 12         | «A Kiss Before Frying» «Поцелуй перед жаркой»                    | Брэд Таненбаум  | Эван Дански                                                          | 20 января 2011   | 14.34               |
| В начале 20 века в Лас-Вегасе произошло преступление - была похищена девушка. В наши же дни в пустыне найден мужчина с ожогами, характерными для казни электрическим стулом. Грэг знакомится с очаровательной и особенной во всем девушкой (в роли которой Дита фон Тиз). |            |                                                                  |                 |                                                                      |                  |                     |
| 242 | 13         | «The Two Mrs. Grissoms» «Две миссис Гриссом»                     | Стивен Фелдер   | История: Кристофер Барбур Телесценарий: Трина Хэнкок, Мелисса Байер  | 3 февраля 2011   | 13.98               |
| Сара приходит на благотворительный вечер университета для глухих. Гриссом всё ещё в Перу и Сара вынуждена поддерживать беседу с Миссис Гриссом на языке жестов. Свидетели не слышат, а чувствуют взрыв. И Саре приходит погрузиться в прошлое своего мужа и ответить для себя на важные вопросы в их отношениях с Гилом. |            |                                                                  |                 |                                                                      |                  |                     |
| 243 | 14         | «All That Cremains» «Всё, что кремировано»                       | Джеффри Хант    | Дастин Абрахам                                                       | 10 февраля 2011  | 12.64               |
| Когда пара пожилых дам обнаружила расчлененное тело среди пожертвований в комиссионном магазине, криминалисты расследуют ужасное убийство влиятельного овдовевшего адвоката. Тем временем Рэй сталкивается с тем, что пора уйти от своей старой жизни, когда его жена приезжает в Вегас. |            |                                                                  |                 |                                                                      |                  |                     |
| 244 | 15         | «Targets of Obsession» «Цели одержимости»                        | Алек Смайт      | Брэдли Томпсон, Дэвид Уиддл                                          | 17 февраля 2011  | 13.29               |
| Серия, в которой мы узнаём о судьбе сразу нескольких маньяков: Хаскела, решившего защищать себя в суде по делу о нанесении увечий Лэнгстону, и Джейсона МакКена, брата подрывника на полицейских похоронах (эпизод 1, сезон 11). |            |                                                                  |                 |                                                                      |                  |                     |
| 245 | 16         | «Turn On, Tune In, Drop Dead» «Просыпайся, настраивайся, умирай» | Пол Маккрейн    | Том Муларз                                                           | 24 февраля 2011  | 12.41               |
| В морге встал и ушел труп. Ещё один покойник исчез с места преступления. Здесь замешаны запрещённые препараты, секретные разработки правительства и потусторонние силы. |            |                                                                  |                 |                                                                      |                  |                     |
| 246 | 17         | «The List» «Список»                                              | Луис Шоу Милито | Ричард Каталани                                                      | 10 марта 2011    | 13.39               |
| Убийство в тюрьме заключённого, что может быть зауряднее, но только опытные криминалисты способны развернуть клубок из запутанных улик и выйти на настоящего убийцу. В камере заключённого они находят список мужчин, как они связаны с произошедшим и предстоит выяснить команде. |            |                                                                  |                 |                                                                      |                  |                     |
| 247 | 18         | «Hitting The Cycle» «Завершить цикл»                             | Алек Смайт      | Дэниель Стик, Ричард Каталани                                        | 31 марта 2011    | 12.76               |
| Убийство, суицид, несчастный случай. Для завершения цикла необходима смерть от естественных причин. Кому же выпадет честь констатировать её и сорвать куш? |            |                                                                  |                 |                                                                      |                  |                     |
| 248 | 19         | «Unleashed» «Развязывать»                                        | Брэд Таненбаум  | Эд Уитмор, Энтони Зуикер                                             | 7 апреля 2011    | 13.06               |
| В лесу найдено тело девушки, которую раздирала пума. Убитая помогала жертвам насилия, встречалась с молодым человеком, но за несколько недель до смерти под воздействием психотерапии бывшей леди Хезер резко изменила образ жизни. По дороге на работу Ник и доктор Роббинс находят труп повесившейся девочки-подростка. Внезапно обнаруживается, что она беременна, и ребёнка удаётся спасти. Что послужило причиной трагедии? |            |                                                                  |                 |                                                                      |                  |                     |
| 249 | 20         | «Father Of The Bride» «Отец невесты»                             | Фрэнк Валдек    | Эван Дански                                                          | 28 апреля 2011   | 10.84               |
| Ник и Лэнгстон нашли обезглавленный труп женщины на ферме, а рядом части тела мужчины. Внезапно Рэю позвонили - маньяк Хаскел послал видео родителям одной из своих "невест". |            |                                                                  |                 |                                                                      |                  |                     |
| 250 | 21         | «Cello and Goodbye» «Прощальный концерт для виолончели»          | Алек Смайт      | Кристофер Барбур, Дон МакГил                                         | 5 мая 2011       | 10.67               |
| Хаскел и его "жена" втираются в доверие к бывшей супруге Лэнгстона и её мужу. После совместно проведённого вечера пара преступников исчезает, оставляя после себя лужи крови, труп и послание доктору Лэнгстону. Рэй покупает незарегистрированный пистолет и готовится перейти черту. |            |                                                                  |                 |                                                                      |                  |                     |
| 251 | 22         | «In a Dark, Dark House» «В тёмном, тёмном доме»                  | Джеффри Хант    | Том Муларз                                                           | 12 мая 2011      | 11.77               |
| Убийство или самозащита? Команда криминалистов пытается разобраться в том, что произошло в доме Хаскела, а также всё глубже погружается в его детство, проведённое в тёмном доме вместе с его отцом-алкоголиком. |            |                                                                  |                 |                                                                      |                  |                     |

### Сезон 12 (2011—2012)
| № общий | № в сезоне | Название                                              | Режиссёр        | Автор сценария                                                                        | Дата премьеры    | Зрители в США (млн) |
| --- | ---------- | ----------------------------------------------------- | --------------- | ------------------------------------------------------------------------------------- | ---------------- | ------------------- |
| 252 | 1          | «73 Seconds» «73 секунды»                             | Алек Смайт      | Гэвин Харрис                                                                          | 21 сентября 2011 | 12.74               |
| Поезд идет 73 секунды от одной станции мотеля до другой. За это время в вагоне происходит многое: ножевое ранение, убийство и побег головоногого. Как это всё связано предстоит узнать уже знакомой команде под руководством нового начальника Д.Б.Расселла. |            |                                                       |                 |                                                                                       |                  |                     |
| 253 | 2          | «Tell-Tale Hearts» «Сердце - обличитель»              | Брэд Таненбаум  | История: Ларри Митчелл Телесценарий: Джо Покаски                                      | 28 сентября 2011 | 11.76               |
| Целующихся в машине подростков окатило кровью из автополива, и приехавшая полиция обнаружила 4 трупа - всю семью, включая маленькую девочку, в доме. Вскоре кровавые следы приводят к соседу-педофилу. Но он не единственный, кто признается в четверном убийстве. |            |                                                       |                 |                                                                                       |                  |                     |
| 254 | 3          | «Bittersweet» «Горькая сладость»                      | Фрэнк Валдек    | Трина Хэнкок, Мелисса Байер                                                           | 5 октября 2011   | 11.98               |
| Не самая хорошая идея Ника пригласить на открытие галереи племянницу доктора Роббинса - в бетоне одного из арт-объектов он замечает труп, связанный со старым делом Сары, в котором семейная пара похищала и издевалась над девочками-подростками. |            |                                                       |                 |                                                                                       |                  |                     |
| 255 | 4          | «Maid Man» «Слуга»                                    | Марта Кулидж    | Дастин Абрахам                                                                        | 12 октября 2011  | 10.93               |
| Открытие музея мафии Лас-Вегаса, на котором присутствуют и криминалисты, оборачивается покушением на жизнь экс-мера. Морган и Ник расследуют убийство горничной в номере азиатского принца. |            |                                                       |                 |                                                                                       |                  |                     |
| 256 | 5          | «CSI Down» «CSI долой»                                | Джеффри Хант    | История: Гэвин Харрис Телесценарий: Том Муларз                                        | 19 октября 2011  | 10.79               |
| Прибыв на место убийства, криминалисты узнают, что мужчина ещё жив, и его эвакуируют вертолётом. Расселл отправляет Морган для снятия следов насилия вместе с жертвой, с тем, чтобы позже она присоединилась к расследованию Ника. Однако оба дела оказываются связанными между собой, а Морган становится заложником. |            |                                                       |                 |                                                                                       |                  |                     |
| 257 | 6          | «Freaks & Geeks» «Фрики и гики»                       | Алек Смайт      | Кристофер Барбур                                                                      | 2 ноября 2011    | 10.79               |
| Найденный труп женщины с воткнутыми огромными иголками приводит криминалистов в передвижной цирк фриков. Кто же является уродом в нашем обществе: человек-слон, татуированный, женщина-факел или тот, кто способен убить другого? |            |                                                       |                 |                                                                                       |                  |                     |
| 258 | 7          | «Brain Doe» «Неопознанный мозг»                       | Гэвин Харрис    | Гэвин Харрис                                                                          | 9 ноября 2011    | 10.16               |
| Работник и посетители закусочной удивлены, видя, как после заказа мимо кассы проехала пустая машина. Водитель был под кайфом и спровоцировал крупное ДТП. Криминалисты удивлены ещё больше, так как обнаружили лишний мозг. |            |                                                       |                 |                                                                                       |                  |                     |
| 259 | 8          | «Crime After Crime» «Преступление после преступления» | Пол Маккрейн    | История: Ричард Каталани Телесценарий: Том Муларз                                     | 16 ноября 2011   | 10.60               |
| Карающие призраки старых дел ожили, и на патологоанатомическом столе оказались богатый бизнесмен, убитый на вечеринке по случаю собственного дня рождения, женщина, зарезавшая себя осколком зеркала, и сожжённый в покрышке бандит. Все они были некогда главными подозреваемыми, но так и не предстали перед правосудием. |            |                                                       |                 |                                                                                       |                  |                     |
| 260 | 9          | «Zippered» «На молнии»                                | Алек Смайт      | Джо Покаски                                                                           | 7 декабря 2011   | 11.14               |
| Специалист по оружию из ФБР убит и расчленен в собственном доме. Бюро и команда CSI пытаются установить место нахождения украденной с Ближнего Востока партии особо опасных автоматов. |            |                                                       |                 |                                                                                       |                  |                     |
| 261 | 10         | «Genetic Disorder» «Генетическое отклонение»          | Фрэнк Валдек    | Элизабет Дивайн                                                                       | 14 декабря 2011  | 12.23               |
| В постели жены доктора Роббинса найдено тело голого мужчины. Она клянется, что наняла его для составления генеалогического древа, и понятия не имеет, как мужчина очутился в её постели. |            |                                                       |                 |                                                                                       |                  |                     |
| 262 | 11         | «Ms. Willows Regrets» «Извинения г-жи Виллоус»        | Луис Шоу Милито | История: Кристофер Барбур Телесценарий: Кристофер Барбур, Дон МакГил                  | 18 января 2012   | 12.02               |
| Совершено нападение киллеров на офис адвоката. Место преступления профессионально зачищено, а трупы надежно спрятаны. По стечению обстоятельств, именно этого адвоката Кэтрин рекомендовала своей подруге для бракоразводного процесс. Теперь её жизнь находится в опасности. |            |                                                       |                 |                                                                                       |                  |                     |
| 263 | 12         | «Willows in the Wind» «Ивы на ветру»                  | Алек Смайт      | История: Кэрол Мендельсон, Дон МакГил Телесценарий: Кристофер Барбур, Ричард Каталани | 25 января 2012   | 14.26               |
| Расселл и раненная Кэтрин в бегах, и команда делает все возможное, чтобы помочь им. Преступники же каким-то невероятным образом оказываются осведомлены обо всех передвижениях полиции и беглецов. |            |                                                       |                 |                                                                                       |                  |                     |
| 264 | 13         | «Tressed to Kill» «Обстрижены до смерти»              | Брэд Таненбаум  | Эд Уитмор                                                                             | 8 февраля 2012   | 10.88               |
| Кто-то отрезает девушкам пряди волос в общественном месте. Поначалу полиция не воспринимает эту проблему всерьез, пока нескольких жертв не находят убитыми. |            |                                                       |                 |                                                                                       |                  |                     |
| 265 | 14         | «Seeing Red» «Красное наблюдение»                     | Фрэнк Валдек    | Кристофер Барбур, Том Муларз                                                          | 15 февраля 2012  | 11.09               |
| Ник и Морган становятся свидетелями ДТП, когда последними словами побывавшего в перестрелке водителя оказываются: "Они умирают". К сожалению, после медицинской операции он забывает все, что с ним произошло. Расселл привлекает к расследованию свою старую знакомую. |            |                                                       |                 |                                                                                       |                  |                     |
| 266 | 15         | «Stealing Home» «Кража дома»                          | Алек Смайт      | Трина Хэнкок, Мелисса Байер                                                           | 22 февраля 2012  | 11.91               |
| Мужчина заявляет о краже дома, в котором находилась его жена. При расследовании этого дела выявляется ещё несколько трупов и старых загадок. |            |                                                       |                 |                                                                                       |                  |                     |
| 267 | 16         | «CSI Unplugged» «CSI отключено»                       | Джеффри Хант    | Гэвин Харрис                                                                          | 29 февраля 2012  | 11.30               |
| Дело о похищении ребёнка не требует отлагательств, но из-за грозы по всему городу отключен свет. Но не только необходимость использования устаревших методов анализа мешают криминалистам, но и неискренность отца похищенного мальчика. Оказывается, что ещё совсем недавно он проходил подозреваемым по делу о гибели его жены, а его алиби вызывает сомнение. |            |                                                       |                 |                                                                                       |                  |                     |
| 268 | 17         | «Trends with Benefits» «Тенденции с преимуществами»   | Луис Шоу Милито | Джек Гутовиц                                                                          | 14 марта 2012    | 11.71               |
| Кто-то запостил в сеть фотографию упавшего с моста студента. Криминалисты предполагают, что это было убийство, и подозреваемых находится немало - погибший шпионил за своими однокурсниками и выкладывал их личные секреты в свой блог. |            |                                                       |                 |                                                                                       |                  |                     |
| 269 | 18         | «Malice in Wonderland» «Злоба в стране чудес»         | Алек Смайт      | Джо Покаски                                                                           | 21 марта 2012    | 11.38               |
| На свадьбу в стиле Алисы в Стране Чудес врываются грабители и убивают жениха. |            |                                                       |                 |                                                                                       |                  |                     |
| 270 | 19         | «Split Decisions» «Решения разделения»                | Брэд Таненбаум  | Майкл Дейли, Ричард Каталани                                                          | 4 апреля 2012    | 12.06               |
| Сотня полицейских безуспешно гоняется за подозреваемым в казино. А потом ловят сначала одного, затем точно такого же второго. Неужели близнецы могут появиться в разных матерей и совершенно ничего не знать друг о друге? |            |                                                       |                 |                                                                                       |                  |                     |
| 271 | 20         | «Altered Stakes» «Изменённые доли»                    | Дэвид Семел     | История: Трина Хэнкок, Мелисса Байер Телесценарий: Элизабет Дивайн                    | 11 апреля 2012   | 9.94                |
| Когда команда CSI играла с отрядом нравов в товарищеском матче по софтболу , Ник прервал игру, когда узнал от Брасса, что человека, которого он помог посадить в тюрьму и который был связан с покойным детективом Сэмом Вегой, собираются отменить приговор. CSI должны снова доказать, что убийца виновен, иначе он будет освобожден. Также: Ходжес проникся близостью к итальянской культуре после недавней поездки в Италию. |            |                                                       |                 |                                                                                       |                  |                     |
| 272 | 21         | «Dune and Gloom» «Дюна и мрак»                        | Джеффри Хант    | Том Муларз                                                                            | 2 мая 2012       | 9.75                |
| Во время гонки багги по дюнам в пустыне Невада команда встречает сгоревший багги с мертвым телом внутри, а его выжившие товарищи по команде в спешке покидают гонку. CSI определяют, кто был причастен к катастрофе. |            |                                                       |                 |                                                                                       |                  |                     |
| 273 | 22         | «Homecoming» «Возвращение домой»                      | Алек Смайт      | История: Кристофер Барбур, Ларри Митчелл Телесценарий: Кристофер Барбур, Дон МакГил   | 9 мая 2012       | 10.73               |
| Когда друг шерифа Листона становится главным подозреваемым в жестоком убийстве его жены и убийстве двух других, политические последствия расследования раскрывают правду о сложной истории Рассела с Финли. Позже выяснилось, что старый враг CSI, бывший младший шериф Джеффри Маккин (Конор О'Фаррелл), руководил действиями из тюрьмы и нанял некоторых приспешников Лу Гедды, что привело к тому, что шериф Листон объявил о радикальных реформах LVPD, чтобы обуздать коррупцию в рядах. Разочарованный развитием событий, Ник подумывает об уходе из CSI, вспомнив речь Кэтрин «вот дверь» из эпизода « 73 секунды» . Когда дело доходит до Маккина и его сообщников, заместитель шерифа Конрад Экли подстрелен, а внучку Рассела похитили. |            |                                                       |                 |                                                                                       |                  |                     |

### Сезон 13 (2012—2013)
| № общий | № в сезоне | Название                                                | Режиссёр        | Автор сценария                                                       | Дата премьеры    | Зрители в США (млн) |
| --- | ---------- | ------------------------------------------------------- | --------------- | -------------------------------------------------------------------- | ---------------- | ------------------- |
| 274 | 1          | «Karma to Burn» «Сжигая Карму»                          | Алек Смайт      | История: Кристофер Барбур Телесценарий: Кристофер Барбур, Дон МакГил | 26 сентября 2012 | 10.76               |
| Экли подстрелен, внучка Расселла похищена, Ник не отвечает на телефонные звонки, а Фин связалась с "грязным" копом. |            |                                                         |                 |                                                                      |                  |                     |
| 275 | 2          | «Code Blue Plate Special» «Осторожно, комплексный обед» | Луис Шоу Милито | Эндрю Деттман                                                        | 10 октября 2012  | 10.70               |
| В закусочной, где обычно едят полицейские и криминалисты, совершено массовое убийство. В живых остался только хозяин, так как он был заперт в холодильнике. Сара подозревает преследователя официантки. |            |                                                         |                 |                                                                      |                  |                     |
| 276 | 3          | «Wild Flowers» «Дикие цветы»                            | Брэд Таненбаум  | Джо Покаски                                                          | 17 октября 2012  | 10.63               |
| Девочки убегают от преследователя через зону опен-эйра, но пуля настигает одну из них. Морган находит вторую: её жестоко били, издевались и вырвали язык. |            |                                                         |                 |                                                                      |                  |                     |
| 277 | 4          | «It Was a Very Good Year» «Это был очень хороший год»   | Фрэнк Валдек    | Гэвин Харрис                                                         | 24 октября 2012  | 9.95                |
| Труп музыкальной журналистки в рояле переносит расследование в 60-е, когда выступал Фрэнк Синатра, шла Вьетнамская война, и мафиози творили грязные делишки. |            |                                                         |                 |                                                                      |                  |                     |
| 278 | 5          | «Play Dead» «Смертельные забавы»                        | Эгиль Эгилссон  | Трина Хэнкок, Мелисса Байер                                          | 31 октября 2012  | 10.91               |
| Заблудившиеся девушки испугались, обнаружив труп полицейского, загрызенного собственной собакой. Но Ник уверен, что овчарка может быть невиновна и поможет найти настоящего преступника. Фин и Морган работают над убийством любвеобильного адвоката по разводам. |            |                                                         |                 |                                                                      |                  |                     |
| 279 | 6          | «Pick and Roll» «Двоечка»                               | Алек Смайт      | Рик Эйд                                                              | 7 ноября 2012    | 10.33               |
| В душевой убит баскетбольный тренер, и одним из главных подозреваемых становится сына Расселла. |            |                                                         |                 |                                                                      |                  |                     |
| 280 | 7          | «Fallen Angels» «Падшие Ангелы»                         | Луис Шоу Милито | Том Муларз                                                           | 14 ноября 2012   | 11.01               |
| На могиле Уоррика Брауна обнаружен труп проповедника. Ник пытается поговорить об этом с матерью сына Уоррика, но та не пускает его на порог. Все ниточки расследования так или иначе ведут к ней и почившему криминалисту. |            |                                                         |                 |                                                                      |                  |                     |
| 281 | 8          | «CSI on Fire» «Не будите спящего криминалиста»          | Джеффри Хант    | История: Кэрол Мендельсон, Ричард Каталани Телесценарий: Томас Хопп  | 21 ноября 2012   | 10.77               |
| Найдено массовое захоронение трупов, и один из них связан со старым делом Фин. С тем самым, за которое её уволили. |            |                                                         |                 |                                                                      |                  |                     |
| 282 | 9          | «Strip Maul» «В горниле Стрипа»                         | Алек Смайт      | Кристофер Барбур                                                     | 28 ноября 2012   | 12.11               |
| Криминалисты вместе с полицейскими патрулируют улицу Стрип. Им удается задержать наркоторговца, проститутку с кольцом жены Брасса, парня с фальшивой отрубленной головой и "беременного" трансвестита. И все ещё остается загадкой, кто застрелил парня в машине. |            |                                                         |                 |                                                                      |                  |                     |
| 283 | 10         | «Risky Business Class» «Рискованный бизнес-класс»       | Фрэнк Валдек    | Элизабет Дивайн                                                      | 12 декабря 2012  | 9.59                |
| Все силы криминалистической лаборатории брошены на расследование авиакатастрофы и опознание жертв. К делу также подключились бывший бой-френд Сары, специалист по авиации, и эксперт по генеалогии (сезон 12, эпизод 10). |            |                                                         |                 |                                                                      |                  |                     |
| 284 | 11         | «Dead Air» «Спертый воздух»                             | Филип Консерва  | Джо Покаски                                                          | 16 января 2013   | 11.14               |
| Убийство телеведущей произошло в прямом эфире за несколько секунд во время перебоев со светом. |            |                                                         |                 |                                                                      |                  |                     |
| 285 | 12         | «Double Fault» «Двойная ошибка»                         | Брэд Таненбаум  | Трина Хэнкок, Мелисса Байер                                          | 23 января 2013   | 11.46               |
| Теннисистка была убита после победы в полуфинале. Команда Расселла прольет свет не только на это преступление, но и на тайну её семьи 18-летней давности. Тем временем у невесты Ходжеса проблемы с эмиграционной службой. |            |                                                         |                 |                                                                      |                  |                     |
| 286 | 13         | «In Vino Veritas» «Истина в вине»                       | Луис Шоу Милито | Рик Эйд                                                              | 6 февраля 2013   | 10.97               |
| Тело владельца партии редкого вина после закрытой вечеринки найдено в бочке. Детектив Мак Тэйлор, руководитель криминалистической лаборатории Нью-Йорка, приезжает, чтобы сделать своей жене сюрприз, однако она не отвечает на его звонки, а в номере, где она остановилась найдены следы борьбы. |            |                                                         |                 |                                                                      |                  |                     |
| 287 | 14         | «Exile»                                                 | Джеффри Хант    | Карлос Маримон                                                       | 13 февраля 2013  | 8.54                |
| Команда расследует убийство сестры кубинской певицы. В другом месте Ходжес начинает робеть из-за своей помолвки с Элизабеттой. |            |                                                         |                 |                                                                      |                  |                     |
| 288 | 15         | «Forget Me Not»                                         | Карен Гавиола   | Эндрю Деттман                                                        | 20 февраля 2013  | 10.65               |
| Сара становится подозреваемой в расследовании, когда выясняется, что она была последней, кто видел жертву живой, но она ничего не знала о совершении убийства, несмотря на улики, связывающие её с преступлением. Позже она обнаружит, что за убийством стоит её бывший преследователь Рональд Басдерик, подстроенный так, чтобы никто не поверил правде. Во время своего испытания Сара сомневается в своем браке с Гриссомом, который все ещё находился в командировке, понимая, что отношения на расстоянии не обязательно могут быть устойчивыми. Во время расследования коллеги Сары изображали её аферисткой, у которой был роман за спиной Гриссома, хотя Рассел, Ник и Ходжес подозревают, что её подставили, и в конце концов она могла стать подставой Басдерика для убийства Сары. . |            |                                                         |                 |                                                                      |                  |                     |
| 289 | 16         | «Last Woman Standing»                                   | Брэд Таненбаум  | Гэвин Харрис                                                         | 27 февраля 2013  | 9.44                |
| Команда расследует убийства нескольких известных игроков в покер, которые были связаны со скандалом с мошенничеством на престижном турнире в конце 1990-х годов. Каждое убийство связано с картой в сомнительной руке. Тем временем Экли принимает предложение сменить Шерри Листон на посту шерифа. |            |                                                         |                 |                                                                      |                  |                     |
| 290 | 17         | «Dead Of The Class»                                     | Алек Смайт      | Том Муларз                                                           | 20 марта 2013    | 10.53               |
| CSI присоединяются к Дэвиду Филлипсу на его встрече выпускников 1998 года, когда он обнаруживает, что королева выпускного бала того года была убита, а её кровь циркулирует в виде мыльных пузырей из машины для мыльных пузырей. Дальнейшее расследование выявило бы бомбу, заложенную в потолок средней школы — 15 лет назад — вместе с уроком о том, что личности меняются по мере взросления. |            |                                                         |                 |                                                                      |                  |                     |
| 291 | 18         | «Sheltered»                                             | Луис Шоу Милито | Майкл Дейли                                                          | 3 апреля 2013    | 9.89                |
| CSI обнаруживают человека с охотничьей экспозиции, найденного мертвым с отрубленными руками. Позже расследование привело к обнаружению бомбоубежища, оформленного как современный загородный дом, где подозреваемый жил со своей дочерью. Позже они узнают, что оба были связаны с нераскрытым делом об убийстве несколькими годами ранее в Карсон-Сити ; последнее убийство могло быть совершено этим убийцей. |            |                                                         |                 |                                                                      |                  |                     |
| 292 | 19         | «Backfire»                                              | Фрэнк Валдек    | Джек Гутовиц                                                         | 10 апреля 2013   | 11.11               |
| CSI расследуют тройное убийство, пока Рассел пытается установить связь с его единственным свидетелем, шестилетней девочкой, мать которой пропала без вести. |            |                                                         |                 |                                                                      |                  |                     |
| 293 | 20         | «Fearless»                                              | Эгиль Эгилссон  | Гэвин Харрис                                                         | 1 мая 2013       | 9.49                |
| На духовном уединении, которое итальянская подруга Ходжеса, Элизабетта, посещала со своим бывшим мужем, они оба обнаруживают человека, который утонул в грязевой ванне. После того , как свидетельница дала показания в штабе, она задохнулась и умерла. Криминалисты определили необычное орудие убийства - аллергию. |            |                                                         |                 |                                                                      |                  |                     |
| 294 | 21         | «Ghosts of the Past»                                    | Брэд Таненбаум  | Эндрю Деттман                                                        | 8 мая 2013       | 9.82                |
| Команда CSI расследует смерть охотника за привидениями, которая связана со случаем двадцатилетней давности, и Грег рассказывает Моргану о своем психическом наследстве от бабушки. Тем временем Сара узнает, что подозреваемый из её прошлого в Сан-Франциско подлежит условно-досрочному освобождению. |            |                                                         |                 |                                                                      |                  |                     |
| 295 | 22         | «Skin in the Game»                                      | Алек Смайт      | История: Кристофер Барбур Телесценарий: Кристофер Барбур, Дон МакГил | 15 мая 2013      | 9.53                |
| Репортер журнала присоединяется к Расселу во время ночной смены, пока его команда расследует серию убийств, связанных с грехами Данте «Ад» , с подсказками, спрятанными внутри отмеченных деревянных дюбелей, спрятанных внутри Библии в каждой сцене. Чтобы приблизиться к убийце и увеличить шансы полиции на поимку, Морган берется за опасную операцию под прикрытием. |            |                                                         |                 |                                                                      |                  |                     |

### Сезон 14 (2013—2014)
| № общий | № в сезоне | Название                     | Режиссёр        | Автор сценария                                                       | Дата премьеры    | Зрители в США (млн) |
| --- | ---------- | ---------------------------- | --------------- | -------------------------------------------------------------------- | ---------------- | ------------------- |
| 296 | 1          | «The Devil and D.B. Russell» | Алек Смайт      | История: Кристофер Барбур Телесценарий: Кристофер Барбур, Дон МакГил | 25 сентября 2013 | 9.12                |
| Во время расследования убийств Данте в аду , унесших больше жизней, Рассел и CSI обнаружили, что и Морган, и Элли были похищены; похититель дал Экли и Брассу шесть часов, чтобы решить, кто из двоих должен жить или умереть, с трагическими последствиями, которые в конечном итоге достались другому любимому человеку. |            |                              |                 |                                                                      |                  |                     |
| 297 | 2          | «Take the Money and Run»     | Луис Шоу Милито | Эндрю Деттман                                                        | 2 октября 2013   | 9.66                |
| Игра в покер с высокими ставками в казино была сорвана в результате ограбления, в ходе которого был убит охранник казино и внезапно скончался сбежавший мотоциклист, который «украл» сотни тысяч долларов игровыми деньгами. CSI выслеживает настоящего вора и убийцу, который пожертвовал жизнью своего сообщника как простофиля. |            |                              |                 |                                                                      |                  |                     |
| 298 | 3          | «Torch Song»                 | Брэд Таненбаум  | Том Муларз                                                           | 9 октября 2013   | 8.82                |
| Ночной клуб, в котором выступала группа ненависти ( Hatecore) , горит, и многие посетители спасаются бегством; четверо погибли, в том числе участники группы. Команда CSI отправляется на поиски поджигателя-любителя, который, как и группа, является набожным неонацистом. |            |                              |                 |                                                                      |                  |                     |
| 299 | 4          | «Last Supper»                | Фрэнк Валдек    | Трина Хэнкок, Мелисса Байер                                          | 16 октября 2013  | 9.45                |
| Эпизод кулинарного реалити-шоу Elite Chef начался с дегустации, в которой участники и ведущий Вольфганг Пак не знали , что секретным ингредиентом был человек. Точнее, бывший участник. CSI внимательно изучают «ингредиенты», чтобы найти кровожадного каннибала. Тем временем Ходжес и Элизабетта разрывают помолвку, узнав, что ни один из них не будет счастлив вдали от своей родины |            |                              |                 |                                                                      |                  |                     |
| 300 | 5          | «Frame By Frame»             | Алек Смайт      | Гэвин Харрис                                                         | 23 октября 2013  | 10.45               |
| В юбилейном эпизоде CSI, команда расследует убийство в особняке кинопродюсера. Сара и Экли, однако, связывают это дело с нераскрытым делом, которое они расследовали 14 лет назад с участием того же подозреваемого. |            |                              |                 |                                                                      |                  |                     |
| 301 | 6          | «Passed Pawns»               | Филип Консерва  | История: Майкл Дейли Телесценарий: Кристофер Барбур                  | 30 октября 2013  | 9.50                |
| Бездомный использует свои последние 200 долларов, чтобы выиграть 350 000 долларов в блек-джек в небольшом казино; Позже его нашли забитым до смерти в переулке. CSI пытаются определить, кто виноват, только чтобы узнать, что жертва была связана с убийцей и ломбардом, где он заложил свои драгоценности. |            |                              |                 |                                                                      |                  |                     |
| 302 | 7          | «Under a Cloud»              | Брэд Таненбаум  | Ричард Каталани, Элизабет Дивайн                                     | 6 ноября 2013    | 9.08                |
| Джон Доу, которого нашли едва живым во время проливных дождей в Вегасе, госпитализировали; когда Сара осматривала его личные вещи, она обнаружила бомбу в его сумке. Вскоре выяснилось, что он намеревался совершить террористический акт в местном казино, но когда в дело вмешалось ФБР, они узнали больше о террористическом заговоре и подозреваемом. Между тем, Грег Сандерс находится под следствием и обвиняется в обвинении человека в убийстве семь лет назад после обнаружения двух разных фотографий одного и того же места преступления, которые не совпадают. |            |                              |                 |                                                                      |                  |                     |
| 303 | 8          | «Helpless»                   | Карен Гавиола   | Том Муларз                                                           | 13 ноября 2013   | 10.47               |
| CSI исследуют избитый окровавленный труп внутри «человеческого шара хомяка», который катался по окрестностям, что привело к открытию того, что это был неправильный акт «клаустрофилии». Позже они нашли его девушку, которая забила себя почтой до смерти. Кроме того: Морган работает со сменным криминалистом по делу об изнасиловании, в котором сын этого криминалиста выступает в качестве подозреваемого. |            |                              |                 |                                                                      |                  |                     |
| 304 | 9          | «Check In and Check Out»     | Луис Шоу Милито | Эндрю Деттман                                                        | 20 ноября 2013   | 11.19               |
| CSI проводит расследование в местном мотеле, где произошла серия ужасных убийств. Мало того, что они были совершены выдающимися гражданами без каких-либо записей, все они произошли в одной и той же комнате. Позже Ходжес и Сандерс нашли ответ — трудным путем. |            |                              |                 |                                                                      |                  |                     |
| 305 | 10         | «Girls Gone Wild»            | Алек Смайт      | Трина Хэнкок, Мелисса Байер                                          | 27 ноября 2013   | 10.94               |
| По пути в Рино на выходные на спа-курорт Сара, Финли и Морган застряли в маленьком городке из-за проблем с автомобилем. Их пребывание приведет к расследованию убийства после обнаружения трупа под капотом угнанной машины и делу о пропавших без вести, когда Финли исчезает после того, как стал жертвой наезда. Команда CSI должна собрать воедино то, что произошло, чтобы найти её и раскрыть дело об убийстве. |            |                              |                 |                                                                      |                  |                     |
| 306 | 11         | «The Lost Reindeer»          | Фрэнк Валдек    | Гэвин Харрис                                                         | 11 декабря 2013  | 10.18               |
| « Санта-Клаус » был обнаружен мертвым на засыпанной искусственным снегом лужайке перед загородным домом, а копыта северного оленя были в крови. CSI обнаружит, что его смерть была связана с незаконной торговлей другим видом «снега» - кокаином. Тем временем CSI угадывают, кто их «тайный Санта», когда получают подарки. |            |                              |                 |                                                                      |                  |                     |
| 307 | 12         | «Keep Calm and Carry On»     | Брэд Таненбаум  | Томас Хопп                                                           | 15 января 2014   | 10.30               |
| Вскоре после того, как самолёт, летевший в Лас-Вегас, приземлился, несколько пассажиров сообщили, что их вещи были украдены. Вскоре криминалисты найдут подозреваемого вора мертвым в конце взлетно-посадочной полосы. «Воровка» спешила в Лас-Вегас, чтобы избежать оскорбительных отношений, встретившись с уборщиком, у которого были связи с кем-то, кто мог помочь ей «исчезнуть». |            |                              |                 |                                                                      |                  |                     |
| 308 | 13         | «Boston Brakes»              | Эгиль Эгилссон  | Кристофер Барбур                                                     | 22 января 2014   | 9.47                |
| Репортер, который освещал убийства Данте в «Аду», вернулся в Вегас, работая над разоблачением совершенно секретных документов и шпионажа. Во время своего задания он был "убит" заминированным автомобилем - или так, что они хотели, чтобы другие поверили. В то время как CSI помогают, ФБР берет на себя ответственность, поскольку оно касается секретных документов с подробным описанием автомобилей, которыми можно управлять с помощью дистанционного управления.                                                                                                  |            |                              |                 |                                                                      |                  |                     |
| 309 | 14         | «De Los Muertos»             | Луис Шоу Милито | Том Муларз, Ричард Каталани                                          | 5 февраля 2014   | 11.16               |
| Роббинс и Ник едут в Мексику, чтобы помочь местному коронеру в расследовании дела женщины из Лас-Вегаса, которая была найдена убитой в мексиканском городке. Тем временем, вернувшись в США, CSI расследуют местную пару, найденную мертвой на подъездной дорожке, что позже будет связано с убийством мексиканцев. |            |                              |                 |                                                                      |                  |                     |
| 310 | 15         | «Love For Sale»              | Фрэнк Валдек    | Эндрю Деттман                                                        | 19 февраля 2014  | 9.77                |
| Ник и Грег расследуют смерть 16-летней девушки, связанной с борделем. |            |                              |                 |                                                                      |                  |                     |
| 311 | 16         | «Killer Moves»               | Алек Смайт      | Мэри Ли Саттон                                                       | 5 марта 2014     | 9.29                |
| Сара и Сандерс расследуют убийство имитатора Элвиса и соседнего грача, который был найден зарезанным; Позже они обнаруживают, что характеры жертв и место их смерти напоминают садистскую шахматную партию. Расследование переместится на шахматный турнир, где среди подозреваемых были эксперт по шахматам, который обучал Сандерса в юности |            |                              |                 |                                                                      |                  |                     |
| 312 | 17         | «Long Road Home»             | Филип Консерва  | Гэвин Харрис                                                         | 12 марта 2014    | 10.15               |
| CSI расследуют убийство фанатки рок-н-ролла и исчезновение проститутки, которые связаны с таинственной группой музыкантов-подражателей. Одним из первых подозреваемых по этому делу был фронтмен KISS Джин Симмонс . |            |                              |                 |                                                                      |                  |                     |
| 313 | 18         | «Uninvited»                  | Брэд Таненбаум  | История: Трина Хэнкок, Мелисса Байер Телесценарий: Элизабет Дивайн   | 19 марта 2014    | 10.09               |
| CSI вызываются для расследования, когда сообщается, что целая семья пропала без вести в течение месяца. Среди подозреваемых был мужчина, который таинственным образом въехал в их освободившийся дом после освобождения из тюрьмы. |            |                              |                 |                                                                      |                  |                     |
| 314 | 19         | «The Fallen»                 | Луис Шоу Милито | Дина Шумакер                                                         | 2 апреля 2014    | 9.77                |
| Подросток открывает огонь в полицейском участке, убивая двух офицеров, один из которых является мужем другого полицейского. Позже он возьмет Рассела и раненого собеседника в заложники. Рассел с помощью CSI попытается разрядить обстановку, прежде чем он или другие офицеры снова выстрелят. Однако расследование установит, что стрельба подростка была делом рук своих. |            |                              |                 |                                                                      |                  |                     |
| 315 | 20         | «Consumed»                   | Карен Гавиола   | Том Муларз                                                           | 9 апреля 2014    | 9.11                |
| CSI выслеживает убийцу-каннибала и обнаруживает, что он не один. Затем история превращается в запутанные рассказы об убийце, который пытался распространить уникальную мифологическую легенду о людоедском преступлении. Одно из этих связанных убийств включало женщину, которая была убита ножевым ранением в живот, когда внутри неё находилась эндоскопическая камера. |            |                              |                 |                                                                      |                  |                     |
| 316 | 21         | «Kitty»                      | Эгиль Эгилссон  | Энн Донахью, Кэрол Мендельсон, Энтони Зуикер                         | 30 апреля 2014   | 9.95                |
| После того, как жена владельца казино была убита в безопасном электронном «умном доме», CSI вербует Эйвери Райан из отдела киберпреступности ФБР, чтобы определить, что создало щель в электронной броне дома. |            |                              |                 |                                                                      |                  |                     |
| 317 | 22         | «Dead In His Tracks»         | Алек Смайт      | Эндрю Деттман                                                        | 7 мая 2014       | 10.01               |
| В 1989 году трое мальчиков наткнулись на умирающего мужчину в лачуге у железной дороги с доходами от ограбления. 25 лет спустя CSI расследуют преступление, связанное с убийством, связанным с нераскрытым делом. Тем временем дочь Брасса, Элли, находится в больнице после попытки самоубийства, когда она находилась в городе для предъявления обвинения по делу об убийстве; это привело бы к решению изменить карьеру ради дочери. |            |                              |                 |                                                                      |                  |                     |

### Сезон 15 (2014—2015)
| № общий | № в сезоне | Название              | Режиссёр        | Автор сценария               | Дата премьеры    | Зрители в США (млн) |
| --- | ---------- | --------------------- | --------------- | ---------------------------- | ---------------- | ------------------- |
| 318 | 1          | «The CSI Effect»      | Алек Смайт      | Кристофер Барбур, Дон МакГил | 28 сентября 2014 | 9.36                |
| Финли должна разобраться с бомбой, заложенной в её машине, в то время как Расселу звонит кто-то, утверждающий, что он убийца из Гиг-Харбора. |            |                       |                 |                              |                  |                     |
| 319 | 2          | «Buzz Kill»           | Фрэнк Валдек    | Эндрю Деттман                | 5 октября 2014   | 8.04                |
| Команда CSI расследует ограбление и стрельбу со смертельным исходом в магазине медицинской марихуаны. |            |                       |                 |                              |                  |                     |
| 320 | 3          | «Bad Blood»           | Луис Шоу Милито | Том Муларз                   | 12 октября 2014  | 8.77                |
| Сара и Грег помещены в карантин после того, как прибыли на место преступления, зараженное смертельным патогеном. |            |                       |                 |                              |                  |                     |
| 321 | 4          | «The Book of Shadows» | Брэд Таненбаум  | Гэвин Харрис                 | 19 октября 2014  | 8.85                |
| Команда CSI подозревает нечестную игру, когда научный эксперимент учителя химии идет наперекосяк. |            |                       |                 |                              |                  |                     |
| 322 | 5          | «Girls Gone Wilder»   | Фрэнк Валдек    | Трина Хэнкок, Мелисса Байер  | 9 ноября 2014    | 8.67                |
| Морган, Сара и Финли пытаются расслабиться на конференции судебно-медицинских экспертов, когда на месте происходит массовая стрельба. |            |                       |                 |                              |                  |                     |
| 323 | 6          | «The Twin Paradox»    | Филип Консерва  | Кристофер Барбур             | 16 ноября 2014   | 8.45                |
| Разочарованная команда CSI продолжает расследование убийцы из Гиг-Харбора, когда другая жертва оказывается мертвой. |            |                       |                 |                              |                  |                     |
| 324 | 7          | «Road to Recovery»    | Алек Смайт      | Эндрю Деттман                | 23 ноября 2014   | 7.88                |
| Команда расследует смерть женщины в состоянии алкогольного и наркотического опьянения в бассейне реабилитационного центра. |            |                       |                 |                              |                  |                     |
| 325 | 8          | «Rubbery Homicide»    | Луис Шоу Милито | Том Муларз                   | 30 ноября 2014   | 8.30                |
| Команда CSI погружается в странный мир « резиновых кукол », расследуя убийство человека, которого ранили ножом в переулке. |            |                       |                 |                              |                  |                     |
| 326 | 9          | «Let's Make a Deal»   | Брэд Таненбаум  | Элизабет Дивайн              | 7 декабря 2014   | 7.89                |
| Команда CSI расследует убийство в тюрьме округа Кларк после того, как заключенный наткнулся на тело, убегая от офицеров. |            |                       |                 |                              |                  |                     |
| 327 | 10         | «Dead Rails»          | Фрэнк Валдек    | Гэвин Харрис                 | 14 декабря 2014  | 7.18                |
| Команда CSI расследует обстоятельства убийства жертвы, которая умерла дважды, а не один раз. |            |                       |                 |                              |                  |                     |
| 328 | 11         | «Angle of Attack»     | Кевин Брэй      | М. Скотт Бич                 | 21 декабря 2014  | 7.34                |
| Команда CSI расследует жертву, покрытую осколками стекла, чья очевидная авария наезда и побега приводит их в мир аэронавтики. |            |                       |                 |                              |                  |                     |
| 329 | 12         | «Dead Woods»          | Филип Консерва  | Трина Хэнкок, Мелисса Байер  | 28 декабря 2014  | 7.84                |
| Команда CSI вновь открывает дело об убийстве и самоубийстве 10-летней давности, когда единственная выжившая утверждает, что её обвиняемый отец был невиновен. |            |                       |                 |                              |                  |                     |
| 330 | 13         | «The Greater Good»    | Алек Смайт      | Кристофер Барбур             | 4 января 2015    | 8.62                |
| Команда узнает, что главный подозреваемый в серии убийств, известных как «Убийца из Гиг-Харбора», может быть освобожден из тюрьмы из-за отсутствия улик. |            |                       |                 |                              |                  |                     |
| 331 | 14         | «De Los Muertos»      | Клаудия Ярми    | Том Муларз                   | 25 января 2015   | 8.25                |
| Команда CSI расследует убийство в конференц-центре, где люди собирают памятные вещи, связанные с жуткими убийствами. |            |                       |                 |                              |                  |                     |
| 332 | 15         | «Hero to Zero»        | Фрэнк Валдек    | Эндрю Деттман                | 25 января 2015   | 8.30                |
| Команда CSI расследует убийство юноши, переодетого в костюм супергероя. |            |                       |                 |                              |                  |                     |
| 333 | 16         | «The Last Ride»       | Тим Биверс      | Гэвин Харрис                 | 27 января 2015   | 10.38               |
| Команда CSI расследует смерть хромированной жертвы с участием винтажного Packard. |            |                       |                 |                              |                  |                     |
| 334 | 17         | «Under My Skin»       | Олрик Райли     | Мелисса Байер, Трина Хэнкок  | 15 февраля 2015  | 7.12                |
| Команда CSI расследует обстоятельства убийства и похищения двух девочек-подростков. |            |                       |                 |                              |                  |                     |
| 335 | 18         | «The End Game»        | Алек Смайт      | Кристофер Барбур             | 15 февраля 2015  | 7.12                |
| Один член команды падает во время противостояния с Убийцей из Гиг-Харбора в финальном поединке, во время которого наконец раскрываются его истинные намерения и мотивы, в то время как другой принимает решение, которое ещё больше влияет на опустошенную команду, когда он решает покинуть Лас-Вегас. |            |                       |                 |                              |                  |                     |

### Финал (2015)
| № общий | № в сезоне | Название              | Режиссёр        | Автор сценария | Дата премьеры    | Зрители в США (млн) |
| ------- | ---------- | --------------------- | --------------- | -------------- | ---------------- | ------------------- |
| 336     | 1          | «Immortality, Part 1» | Луис Шоу Милито | Энтони Зуикер  | 27 сентября 2015 | 12.22               |
| 337     | 2          | «Immortality, Part 2» | Луис Шоу Милито | Энтони Зуикер  | 27 сентября 2015 | 12.22               |